# Список наборів даних для досліджень з машинного навчання
Набори даних використовуються для дослідження машинного навчання, посилання на них використовуються в наукових академічних статтях. Набори даних є невід’ємною частиною галузі машинного навчання. Значні досягнення в цій галузі можуть бути результатом прогресу в алгоритмах навчання (наприклад, deep learning), комп'ютерного обладнання та, що не так очевидно, доступності високоякісних наборів навчальних даних. Високоякісні марковані навчальні набори даних для алгоритмів машинного керованого навчання і напівкероване навчання зазвичай важко та дорого створити через велику кількість часу, необхідного для позначення даних. Хоча їх не потрібно позначати, високоякісні набори даних для напівкерованого навчання також може бути складним і дорогим у створенні. Набори даних орієнтовані, здебільшого, на вирішення задач класифікації та розпізнавання і містять оцифровані зображення, відео, тексти, сигнали, звуки тощо.

## Данні зображення
Ці набори даних складаються переважно із зображень або відео використовуються для таких завдань, як виявляння об'єктів, розпізнавання обличчя та класифікація за кількома мітками.

### Розпізнавання осіб
У комп'ютерному баченні зображення облич широко використовуються для розробки систем які розпізнають  обличчя, займаються виявленням облич та багатьох інших проектів.

### Розпізнавання дій
| Назва                                            | Опис | Обробка                         | Розмір              | Формат                                                                                      | Задачі                      | Створення | Посилання     | Джерело                 |
| ------------------------------------------------ | --- | ------------------------------- | ------------------- | ------------------------------------------------------------------------------------------- | --------------------------- | --------- | ------------- | ----------------------- |
| TV Human Interaction Dataset                     | Відео з 20 різних телевізійних шоу для прогнозування соціальних дій: рукостискання, п'ять, обійми, поцілунок. | Немає.                          | 6,766 відеокліпів   | відеокліп                                                                                   | Прогноз дії                 | 2013      | [ 45 ]        | Patron-Perez, A. et al. |
| Berkeley Multimodal Human Action Database (MHAD) | Записи однієї особи, яка виконує 12 дій                                                                       | Попередня обробка MoCap         | 660 зразків дій     | 8 Phase Space Motion Capture, 2 стереокамери, 4 чотирикамери, 6 акселерометрів, 4 мікрофони | Класифікація дій            | 2013      | [ 46 ]        | Ofli, F. et al.         |
| THUMOS Dataset                                   | Великий набір відео даних для класифікації дій                                                                | Дії класифіковані та позначені. | 45 млн кадрів відео | Відео, зображення, текст                                                                    | Класифікація, виявлення дії | 2013      | [ 47 ] [ 48 ] | Y. Jiang et al.         |
| MEXAction2                                       | Набір відеоданих для локалізації дії та виявлення                                                             | Дії класифіковані та позначені. | 1000                | Відео                                                                                       | Виявлення дії               | 2014      | [ 49 ]        | Stoian et al.           |

### Виявлення та розпізнавання об'єктів
| Назва                                                       | Опис | Обробка | Розмыр                                                                                  | Формат                                                           | Задачи                                                                             | Створення   | Посилання            | Джерело                                                              |
| ----------------------------------------------------------- | --- | --- | --------------------------------------------------------------------------------------- | ---------------------------------------------------------------- | ---------------------------------------------------------------------------------- | ----------- | -------------------- | -------------------------------------------------------------------- |
| Visual Genome                                               | Зображення та їх опис | | 108,000                                                                                 | Зображення, текст                                                | Підписи до зображень                                                               | 2016        | [ 50 ]               | R. Krishna et al.                                                    |
| Berkeley 3-D Object Dataset                                 | 849 зображень, зроблених у 75 різних сценах. Позначено близько 50 різних класів об'єктів. | Обмежувальні рамки та маркування об'єктів.                                                                 | 849                                                                                     | Марковані зображення, текст                                      | Розпізнавання об'єктів                                                             | 2014        | [ 51 ] [ 52 ]        | A. Janoch et al.                                                     |
| Berkeley Segmentation Data Set and Benchmarks 500 (BSDS500) | 500 природних зображень, чітко розділених на розрізнені потяги, підмножини перевірки та тестування + код порівняльного аналізу. На основі BSDS300. | Кожне зображення сегментовано в середньому за п'ятьма різними предметами.                                  | 500                                                                                     | Сегментовані зображення                                          | Виявлення контурів та ієрархічна сегментація зображення                            | 2011        | [ 53 ]               | University of California, Berkeley                                   |
| Microsoft Common Objects in Context (COCO)                  | складні побутові сцени звичайних предметів у їх природному контексті. | Виділення, маркування та класифікація об'єктів на 91 тип об'єкта.                                          | 2,500,000                                                                               | Марковані зображення, текст                                      | Розпізнавання об'єктів                                                             | 2015        | [ 54 ] [ 55 ] [ 56 ] | T. Lin et al.                                                        |
| SUN Database                                                | Дуже велика база даних розпізнавання сцен і об'єктів. | Місця та предмети позначаються. Об'єкти сегментовані.                                                      | 131,067                                                                                 | Зображення, текст                                                | Розпізнавання об'єктів, розпізнавання сцени                                        | 2014        | [ 57 ] [ 58 ]        | J. Xiao et al.                                                       |
| ImageNet                                                    | Labeled object image database, used in the ImageNet Large Scale Visual Recognition Challenge | Позначені об'єкти, обмежувальні рамки, описові слова, функції SIFT                                         | 14,197,122                                                                              | Зображення, текст                                                | Розпізнавання об'єктів, розпізнавання сцени                                        | 2009 (2014) | [ 55 ] [ 59 ] [ 60 ] | J. Deng et al.                                                       |
| Open Images                                                 | Великий набір зображень із ліцензією CC BY 2.0 з мітками на рівні зображення та обмежуючими рамками, що охоплюють тисячі класів. | Мітки на рівні зображення, обмежувальні рамки                                                              | 9,178,275                                                                               | Зображення, текст                                                | Класифікація, розпізнавання об'єктів                                               | 2017        | [ 61 ]               |                                                                      |
| TV News Channel Commercial Detection Dataset                | Телевізійна реклама та випуск новин. | Функції аудіо та відео, отримані з фотографій.                                                             | 129,685                                                                                 | Текст                                                            | Кластеризація, класифікація                                                        | 2015        | [ 62 ] [ 63 ]        | P. Guha et al.                                                       |
| Statlog (Image Segmentation) Dataset                        | Примірники були відібрані випадковим чином з бази даних із 7 зовнішніх зображень і сегментовані вручну, щоб створити класифікацію для кожного пікселя. | Розраховано багато функцій.                                                                                | 2310                                                                                    | Текст                                                            | Класифікація                                                                       | 1990        | [ 64 ]               | University of Massachusetts                                          |
| Caltech 101                                                 | Зображення предметів. | Позначено детальні контури об'єкта.                                                                        | 9146                                                                                    | Зображення                                                       | Класифікація, розпізнавання об'єктів.                                              | 2003        | [ 65 ] [ 66 ]        | F. Li et al.                                                         |
| Caltech-256                                                 | Великий набір зображень для класифікації об'єктів. | Зображення розбиті на категорії та відсортовані вручну.                                                    | 30,607                                                                                  | Зображення, текст                                                | Класифікація, виявлення об'єктів                                                   | 2007        | [ 67 ] [ 68 ]        | G. Griffin et al.                                                    |
| SIFT10M Dataset                                             | Функції SIFT набору даних Caltech-256. | Розширене вилучення функцій SIFT..                                                                         | 11,164,866                                                                              | Текст                                                            | Класифікація, виявлення об'єктів                                                   | 2016        | [ 69 ]               | X. Fu et al.                                                         |
| LabelMe                                                     | Коментовані зображення сцен. | Окреслені об'єкти.                                                                                         | 187,240                                                                                 | Зображення, текст                                                | Класифікація, виявлення об'єктів                                                   | 2005        | [ 70 ]               | MIT Computer Science and Artificial Intelligence Laboratory          |
| Cityscapes Dataset                                          | Стерео-відеосекції, записані у вуличних сценах, з анотаціями на рівні пікселів. Метадані також включені. | Сегментація та маркування на рівні пікселів                                                                | 25,000                                                                                  | Зображення, текст                                                | Класифікація, виявлення об'єктів                                                   | 2016        | [ 71 ]               | Daimler AG et al.                                                    |
| PASCAL VOC Dataset                                          | Велика кількість зображень для завдань класифікації. | Маркування, обмежувальна рамка в комплекті                                                                 | 500,000                                                                                 | Зображення, текст                                                | Класифікація, виявлення об'єктів                                                   | 2010        | [ 72 ] [ 73 ]        | M. Everingham et al.                                                 |
| CIFAR-10 Dataset                                            | Багато маленьких зображень з низькою роздільною здатністю 10 класів об'єктів. | Класи позначені, створені розділи навчальних наборів.                                                      | 60,000                                                                                  | Зображення                                                       | Класифікація                                                                       | 2009        | [ 60 ] [ 74 ]        | A. Krizhevsky et al.                                                 |
| CIFAR-100 Dataset                                           | Як і CIFAR-10, вище, але надано 100 класів об'єктів. | Класи позначені, створені розділи навчальних наборів.                                                      | 60,000                                                                                  | Зображення                                                       | Класифікація                                                                       | 2009        | [ 60 ] [ 74 ]        | A. Krizhevsky et al.                                                 |
| CINIC-10 Dataset                                            | Єдиний внесок CIFAR-10 і Imagenet з 10 класами і 3 розділами. Більше за CIFAR-10. | Класи позначені, навчання, перевірка, створені розділи тестових наборів.                                   | 270,000                                                                                 | Зображення                                                       | Класифікація                                                                       | 2018        | [ 75 ]               | Luke N. Darlow, Elliot J. Crowley, Antreas Antoniou, Amos J. Storkey |
| Fashion-MNIST                                               | База даних модних товарів, схожа на MNIST | Класи позначені, створені розділи навчальних наборів.                                                      | 60,000                                                                                  | Зображення                                                       | Класифікація                                                                       | 2017        | [ 76 ]               | Zalando SE                                                           |
| notMNIST                                                    | Деякі загальнодоступні шрифти та витягнуті з них гліфи, щоб зробити набір даних подібним до MNIST. Існує 10 класів, з літерами A-J, взятими з різних шрифтів. Deyaki zahalʹnodostupni | Класи позначені, створені розділи навчальних наборів.                                                      | 500,000                                                                                 | Зображення                                                       | Класифікація                                                                       | 2011        | [ 77 ]               | Yaroslav Bulatov                                                     |
| German Traffic Sign Detection Benchmark Dataset             | Зображення з транспортних засобів дорожніх знаків на німецьких дорогах. Ці знаки відповідають стандартам ООН і тому такі ж, як і в інших країнах. | Знаки з маркуванням вручну                                                                                 | 900                                                                                     | Зображення                                                       | Класифікація                                                                       | 2013        | [ 78 ] [ 79 ]        | S Houben et al.                                                      |
| KITTI Vision Benchmark Dataset                              | Автономні транспортні засоби, що рухалися містом середнього розміру, фіксували зображення різних районів за допомогою камер і лазерних сканерів. | Багато тестів, отриманих з даних.                                                                          | >100 GB of data                                                                         | Зображення, текст                                                | Класифікація, виявлення об'єктів                                                   | 2012        | [ 80 ] [ 81 ] [ 82 ] | A Geiger et al.                                                      |
| Linnaeus 5 dataset                                          | Зображення 5 класів предметів. | Класи позначені, створені розділи навчальних наборів.                                                      | 8000                                                                                    | Зображення                                                       | Класифікація                                                                       | 2017        | [ 83 ]               | Chaladze & Kalatozishvili                                            |
| FieldSAFE                                                   | Мультимодальний набір даних для виявлення перешкод у сільському господарстві, включаючи стереокамеру, тепловізійну камеру, веб-камеру, 360-градусну камеру, лідар, радар і точну локалізацію. | Класи, позначені географічно.                                                                              | >400 GB of data                                                                         | Зображення та тривимірні хмари точок                             | Класифікація, виявлення об'єктів, локалізація об'єктів                             | 2017        | [ 84 ]               | M. Kragh et al.                                                      |
| 11K Hands                                                   | 11 076 зображень рук (1600 x 1200 пікселів) 190 суб'єктів різного віку від 18 до 75 років для розпізнавання статі та біометричної ідентифікації. | Немає | 11,076 hand images                                                                      | Зображення та файли етикеток (.mat, .txt і .csv).                | Розпізнавання статі та біометрична ідентифікація                                   | 2017        | [ 85 ]               | M Afifi                                                              |
| CORe50                                                      | Спеціально розроблена для безперервного/довічного навчання та розпізнавання об'єктів, це колекція з понад 500 відео (30 кадрів в секунду) із 50 домашніми об'єктами, які належать до 10 різних категорій. | Позначені класи, розділи навчальних наборів створені на основі 3-х шляхового тесту для кількох запусків.   | 164,866 RBG-D images                                                                    | зображення (.png або .pkl) та файли етикеток (.pkl, .txt, .tsv). | Класифікація, розпізнавання об'єктів                                               | 2017        | [ 86 ]               | V. Lomonaco and D. Maltoni                                           |
| OpenLORIS-Object                                            | Набір даних Lifelong/Continual Robotic Vision (OpenLORIS-Object), зібраний реальними роботами, встановленими з кількома датчиками високої роздільної здатності, включає колекцію з 121 екземпляра об'єктів (1-а версія набору даних, 40 категорій предметів повсякденної потреби в 20 сценах). У наборі даних ретельно враховано 4 фактори середовища для різних сцен, включаючи освітлення, оклюзію, розмір у пікселях об'єкта та безлад, і чітко визначає рівні складності кожного фактора. | Позначені класи, розділи набору для навчання/перевірки/тестування, створених за допомогою сценаріїв тесту. | 1 106 424 зображення RBG-D                                                              | зображення (.png і .pkl) та файли етикеток (.pkl).               | Класифікація, розпізнавання об'єктів протягом усього життя, робототехнічне бачення | 2019        | [ 87 ]               | Q. She et al.                                                        |
| THz and thermal video data set                              | Цей мультиспектральний набір даних включає терагерцові, теплові, візуальні, ближні інфрачервоні та тривимірні відео об'єктів, прихованих під одягом людей. | Надаються таблиці 3D пошуку, які дозволяють проектувати зображення на тривимірні хмари точок.              | More than 20 videos. The duration of each video is about 85 seconds (about 345 frames). | AP2J                                                             | Експерименти з виявленням прихованих об'єктів                                      | 2019        | [ 88 ] [ 89 ]        | Alexei A. Morozov and Olga S. Sushkova                               |

### Почерк і розпізнавання символів
| Назва                                               | Опис | Обробка | Розмір                                           | Формат            | Задачі                                                                      | Створення | Посилання                    | Джерело                                             |
| --------------------------------------------------- | --- | --- | ------------------------------------------------ | ----------------- | --------------------------------------------------------------------------- | --------- | ---------------------------- | --------------------------------------------------- |
| Artificial Characters Dataset                       | Штучно згенеровані дані, що описують структуру 10 великих англійських літер. | Координати намальованих ліній задані як цілі числа. Різні інші особливості.                                                        | 6000                                             | Текст             | Розпізнавання рукописного тексту, класифікація                              | 1992      | [ 90 ]                       | H. Guvenir et al.                                   |
| Letter Dataset                                      | Верхні друковані літери. | З усіх зображень витягується 17 функцій.                                                                                           | 20,000                                           | Текст             | OCR, класифікація                                                           | 1991      | [ 91 ] [ 92 ]                | D. Slate et al.                                     |
| CASIA-HWDB                                          | База даних рукописних китайських символів офлайн. 3755 класів у наборі символів GB 2312.                                                                                                 | Зображення в сірому кольорі з фоновими пікселями, позначені як 255.                                                                | 1,172,907                                        | Зображення, текст | Розпізнавання рукописного тексту, класифікація                              | 2009      | [ 93 ]                       | CASIA                                               |
| CASIA-OLHWDB                                        | База даних рукописних китайських ієрогліфів онлайн, зібрана за допомогою ручки Anoto на папері. 3755 класів у наборі символів GB 2312.                                                   | Надає послідовності координат штрихів.                                                                                             | 1,174,364                                        | Зображення, текст | Розпізнавання рукописного тексту, класифікація                              | 2009      | [ 93 ] [ 94 ]                | CASIA                                               |
| Character Trajectories Dataset                      | Марковані зразки траєкторій кінчика пера для людей, які пишуть прості символи. | 3-dimensional pen tip velocity trajectory matrix for each sample                                                                   | 2858                                             | Текст             | Розпізнавання рукописного тексту, класифікація                              | 2008      | [ 95 ] [ 96 ]                | B. Williams                                         |
| Chars74K Dataset                                    | Розпізнавання символів у природних зображеннях символів, які використовуються як англійською, так і каннадською                                                                          | Тривимірна матриця траєкторій швидкості кінчика пера для кожного зразка                                                            | 74,107                                           |                   | Розпізнавання символів, розпізнавання рукописного тексту, OCR, класифікація | 2009      | [ 97 ]                       | T. de Campos                                        |
| EMNIST dataset                                      | Рукописні символи від 3600 авторів | Похідне від спеціальної бази даних NIST 19. Перетворено на зображення розміром 28x28 пікселів, що відповідають набору даних MNIST. | 800,000                                          | Зображення        | розпізнавання символів, класифікація, розпізнавання почерку                 | 2016      | EMNIST dataset Documentation | Gregory Cohen, et al                                |
| UJI Pen Characters Dataset                          | Ізольовані рукописні символи | Дано координати положення пера як символи.                                                                                         | 11,640                                           | Текст             | Розпізнавання рукописного тексту, класифікація                              | 2009      | [ 101 ] [ 102 ]              | F. Prat et al.                                      |
| Gisette Dataset                                     | Зразки почерку з 4 і 9 символів, які часто плутають. | Функції, витягнуті з зображень, розділені на train/test, розмір зображень рукописного введення нормалізовано.                      | 13,500                                           | Зображення, текст | Розпізнавання рукописного тексту, класифікація                              | 2003      | [ 103 ]                      | Yann LeCun et al.                                   |
| Omniglot dataset                                    | 1623 різних рукописних символи з 50 різних алфавітів. | Марковані вручну. | 38,300                                           | Зображення, текст | Класифікація, одноразове навчання                                           | 2015      | [ 104 ] [ 105 ]              | American Association for the Advancement of Science |
| MNIST database                                      | База даних рукописних цифр. | Марковані вручну. | 60,000                                           | Зображення, текст | Класифікація                                                                | 1998      | [ 106 ] [ 107 ]              | National Institute of Standards and Technology      |
| Optical Recognition of Handwritten Digits Dataset   | Нормовані растрові зображення рукописних даних. | Розмір нормалізовано та зіставлено на растрові зображення.                                                                         | 5620                                             | Зображення, текст | Розпізнавання рукописного тексту, класифікація                              | 1998      | [ 108 ]                      | E. Alpaydin et al.                                  |
| Pen-Based Recognition of Handwritten Digits Dataset | Рукописні цифри на електронній ручці-планшеті. | Витягуються вектори ознак для рівномірного розміщення.                                                                             | 10,992                                           | Зображення, текст | Розпізнавання рукописного тексту, класифікація                              | 1998      | [ 109 ] [ 110 ]              | E. Alpaydin et al.                                  |
| Semeion Handwritten Digit Dataset                   | Рукописні цифри від 80 осіб. | Усі рукописні цифри нормалізовано за розміром і відображено в одній сітці.                                                         | 1593                                             | Зображення, текст | Розпізнавання рукописного тексту, класифікація                              | 2008      | [ 111 ]                      | T. Srl                                              |
| HASYv2                                              | Рукописні математичні символи | Усі символи відцентровані та мають розмір 32px x 32px.                                                                             | 168233                                           | Зображення, текст | Класифікація                                                                | 2017      | [ 112 ]                      | Martin Thoma                                        |
| Noisy Handwritten Bangla Dataset                    | Включає набір даних рукописних цифр (10 класів) і базовий набір даних символів (50 класів), кожен набір даних має три типи шуму: білий гаусів, розмиття в русі та знижену контрастність. | Усі зображення відцентровані та мають розмір 32x32.                                                                                | Numeral Dataset: 23330, Character Dataset: 76000 | Зображення, текст | Розпізнавання рукописного тексту, класифікація                              | 2017      | [ 113 ] [ 114 ]              | M. Karki et al.                                     |

### Аерофотознімки
| Назва                                                 | Опис | Обробка | Розмір               | Формат                                               | Задачі                                                              | Створення | Посилання               | Джерело |
| ----------------------------------------------------- | --- | --- | -------------------- | ---------------------------------------------------- | ------------------------------------------------------------------- | --------- | ----------------------- | --- |
| iSAID: Instance Segmentation in Aerial Images Dataset | | Точна анотація на рівні екземпляра, виконана професійними анотаторами, перевірена та підтверджена експертними анотаторами, які відповідають чітко визначеним інструкціям.          | 655,451 (15 classes) | Зображення, jpg, json                                | Повітряна класифікація, виявлення об'єктів, сегментація екземплярів | 2019      | [ 115 ] [ 115 ]         | Syed Waqas Zamir, Aditya Arora, Akshita Gupta, Salman Khan, Guolei Sun, Fahad Shahbaz Khan, Fan Zhu, Ling Shao, Gui-Song Xia, Xiang Bai |
| Aerial Image Segmentation Dataset                     | 80 аерофотознімків високої роздільної здатності з просторовою роздільною здатністю від 0,3 до 1,0. | Зображення сегментовані вручну. | 80                   | Зображення                                           | Повітряна класифікація, виявлення об'єктів                          | 2013      | [ 116 ] [ 117 ]         | J. Yuan et al. |
| KIT AIS Data Set                                      | Кілька позначених наборів навчальних та оцінювальних даних аерофотознімків натовпу. | Зображення, позначені вручну, щоб показувати шляхи людей через натовп | ~ 150                | Зображення з доріжками                               | Відстеження людей, повітряне спостереження                          | 2012      | [ 116 ] [ 118 ]         | M. Butenuth et al. |
| Wilt Dataset                                          | Дані дистанційного зондування хворих дерев та іншого ґрунтового покриву. | Вилучено різні функції. | 4899                 | Зображення                                           | Класифікація, виявлення повітряних об'єктів                         | 2014      | [ 119 ] [ 120 ]         | B. Johnson |
| MASATI dataset                                        | Морські сцени оптичних аерофотознімків із видимого спектру. Він містить кольорові зображення в динамічних морських середовищах, кожне зображення може містити одну або кілька цілей за різних погодних умов і умов освітлення. | Обмежувальні рамки та маркування об'єктів. | 7389                 | Зображення                                           | Класифікація, виявлення повітряних об'єктів                         | 2018      | [ 121 ] [ 122 ]         | A.-J. Gallego et al. |
| Forest Type Mapping Dataset                           | Супутникові зображення лісів Японії. | Вилучено діапазони довжин хвилі зображення. | 326                  | Текст                                                | Класифікація                                                        | 2015      | [ 123 ] [ 124 ]         | B. Johnson |
| Overhead Imagery Research Data Set                    | Коментовані зображення накладних. Зображення з кількома об'єктами. | Понад 30 анотацій і понад 60 статистичних даних, які описують ціль у контексті зображення.                                                                                         | 1000                 | Зображення, текст                                    | Класифікація                                                        | 2009      | [ 125 ] [ 126 ]         | F. Tanner et al. |
| SpaceNet                                              | SpaceNet — це сукупність комерційних супутникових зображень і позначених навчальних даних. | Файли GeoTiff і GeoJSON, що містять сліди будівлі. | >17533               | Зображення                                           | Класифікація, ідентифікація об'єкта                                 | 2017      | [ 127 ] [ 128 ] [ 129 ] | DigitalGlobe, Inc. |
| UC Merced Land Use Dataset                            | Ці зображення були вручну витягнуті з великих зображень із колекції зображень міських районів Національної карти USGS для різних міських районів США.                                                                          | Це 21-класний набір зображень землекористування, призначений для дослідницьких цілей. Для кожного класу є 100 зображень.                                                           | 2,100                | Зображення фішки розміром 256x256, 30 см (1 фут) GSD | Класифікація земельного покриву                                     | 2010      | [ 130 ]                 | Yi Yang and Shawn Newsam |
| SAT-4 Airborne Dataset                                | Зображення було витягнуто з набору даних Національної програми зображення сільського господарства (NAIP). | SAT-4 має чотири широкі класи ґрунтового покриву, включає безплідні землі, дерева, пасовища та клас, який складається з усіх класів ґрунтового покриву, крім трьох вищезазначених. | 500,000              | Зображення                                           | Класифікація                                                        | 2015      | [ 131 ] [ 132 ]         | S. Basu et al. |
| SAT-6 Airborne Dataset                                | Зображення було витягнуто з набору даних Національної програми зображення сільського господарства (NAIP). | SAT-6 має шість широких класів ґрунтового покриву, включає безплідні землі, дерева, пасовища, дороги, будівлі та водойми.                                                          | 405,000              | Зображення                                           | Класифікація                                                        | 2015      | [ 131 ] [ 133 ]         | S. Basu et al. |

### Інші зображення
| Назва                                                                  | Опис | Обробка | Розмір                                                   | Формат                             | Задачі                                                               | Створення | Посилання       | Джерело                                   |
| ---------------------------------------------------------------------- | --- | --- | -------------------------------------------------------- | ---------------------------------- | -------------------------------------------------------------------- | --------- | --------------- | ----------------------------------------- |
| NRC-GAMMA                                                              | Новий еталонний набір зображень газового лічильника | Жодного | 28,883                                                   | Зображення, етикетка               | Класифікація                                                         | 2021      | [ 134 ] [ 135 ] | A. Ebadi, P. Paul, S. Auer, & S. Tremblay |
| The SUPATLANTIQUE dataset                                              | Зображення відсканованих офіційних документів та документів Вікіпедії | Жодного | 4908                                                     | TIFF/pdf                           | Ідентифікація вихідного пристрою, виявлення підробок, класифікація,… | 2020      | [ 136 ]         | C. Ben Rabah et al.                       |
| Density functional theory quantum simulations of graphene              | Позначені зображення вихідних даних для моделювання графену | Необроблені дані (у форматі HDF5) і вихідні мітки з квантового моделювання теорії функціональної щільності                                                                                | 60744 тестових і 501473 навчальних файлів                | Марковані зображення               | Регресія                                                             | 2019      | [ 137 ]         | K. Mills & I. Tamblyn                     |
| Quantum simulations of an electron in a two dimensional potential well | Позначені зображення вихідних даних для моделювання 2d квантової механіки | Необроблені дані (у форматі HDF5) та вихідні мітки з квантового моделювання | 1,3 мільйона зображень                                   | Марковані зображення               | Регресія                                                             | 2017      | [ 138 ]         | K. Mills, M.A. Spanner, & I. Tamblyn      |
| MPII Cooking Activities Dataset                                        | Відео та зображення різних кулінарних заходів. | Шляхи та напрямки діяльності, мітки, дрібнозернисте позначення руху, клас активності, вилучення та маркування нерухомих зображень.                                                        | 881,755 frames                                           | Марковані відео, зображення, текст | Класифікація                                                         | 2012      | [ 139 ] [ 140 ] | M. Rohrbach et al.                        |
| FAMOS Dataset                                                          | 5000 унікальних мікроструктур, всі зразки були отримані 3 рази за допомогою двох різних камер. | Оригінальні файли PNG, відсортовані за камерою, а потім за придбанням. Файли даних MATLAB з однією матрицею 16384 разів 5000 на камеру на одержання.                                      | 30,000                                                   | Файли зображень і .mat             | Аутентифікація                                                       | 2012      | [ 141 ]         | S. Voloshynovskiy, et al.                 |
| PharmaPack Dataset                                                     | 1000 унікальних класів з 54 зображеннями в класі. | Маркування класів, багато локальних дескрипторів, таких як SIFT і aKaZE, і локальні агреатори функцій, як-от Fisher Vector (FV).                                                          | 54,000                                                   | Файли зображень і .mat             | Дрібнозерниста класифікація                                          | 2017      | [ 142 ]         | O. Taran and S. Rezaeifar, et al.         |
| Stanford Dogs Dataset                                                  | Зображення 120 порід собак з усього світу. | Надаються розділи для навчання/тесту та анотації ImageNet. | 20,580                                                   | Зображення, текст                  | Дрібнозерниста класифікація                                          | 2011      | [ 143 ] [ 144 ] | A. Khosla et al.                          |
| StanfordExtra Dataset                                                  | 2D ключові точки та сегментації для набору даних Stanford Dogs. | Надано 2D ключові точки та сегментації. | 12,035                                                   | Марковані зображення               | 3D реконструкція/оцінка пози                                         | 2020      | [ 145 ]         | B. Biggs et al.                           |
| The Oxford-IIIT Pet Dataset                                            | 37 категорій домашніх тварин із приблизно 200 зображеннями кожної. | Мітка породи, щільна рамка, сегментація переднього плану та фону. | ~ 7,400                                                  | Зображення, текст                  | Класифікація, виявлення об'єктів                                     | 2012      | [ 144 ] [ 146 ] | O. Parkhi et al.                          |
| Corel Image Features Data Set                                          | База даних зображень з витягнутими функціями. | Багато функцій, включаючи гістограму кольорів, текстуру спільного появи та колірні моменти,                                                                                               | 68,040                                                   | Текст                              | Класифікація, виявлення об'єктів                                     | 1999      | [ 147 ] [ 148 ] | M. Ortega-Bindenberger et al.             |
| Online Video Characteristics and Transcoding Time Dataset.             | Час перекодування для різних відео та властивостей відео. | Надано функції відео. | 168,286                                                  | Текст                              | Регресія                                                             | 2015      | [ 149 ]         | T. Deneke et al.                          |
| Microsoft Sequential Image Narrative Dataset (SIND)                    | Набір даних для послідовного перегляду мови | Описові підписи та розповідь наведено для кожної фотографії, а фотографії розташовані в послідовності                                                                                     | 81,743                                                   | Зображення, текст                  | Візуальне оповідання                                                 | 2016      | [ 150 ]         | Microsoft Research                        |
| Caltech-UCSD Birds-200-2011 Dataset                                    | Великий набір зображень птахів. | Розташування частин для птахів, рамки, 312 бінарних атрибутів | 11,788                                                   | Зображення, текст                  | Класифікація                                                         | 2011      | [ 151 ] [ 152 ] | C. Wah et al.                             |
| YouTube-8M                                                             | Великий і різноманітний набір відеоданих із мітками | Ідентифікатори відео YouTube і пов'язані мітки з різноманітного словника з 4800 візуальних об'єктів                                                                                       | 8 million                                                | Відео, текст                       | Класифікація відео                                                   | 2016      | [ 153 ] [ 154 ] | S. Abu-El-Haija et al.                    |
| YFCC100M                                                               | Великий і різноманітний набір даних зображень і відео з мітками | Розташування частин для птахів, обмежувальні рамки, 312 бінарних атрибутів, надані Flickr Videos and Images та пов'язані описи, назви, теги та інші метадані (наприклад, EXIF та геотеги) | 100 million                                              | Відео, зображення, текст           | Класифікація відео та зображень                                      | 2016      | [ 155 ] [ 156 ] | B. Thomee et al.                          |
| Discrete LIRIS-ACCEDE                                                  | Короткі відео з анотаціями для валентності та збудження. | Етикетки валентності та збудження. | 9800                                                     | Відео                              | Відео виявлення емоцій                                               | 2015      | [ 157 ]         | Y. Baveye et al.                          |
| Continuous LIRIS-ACCEDE                                                | Довгі відео з анотаціями для валентності та збудження, а також зібрані гальванічні реакції шкіри. | Етикетки валентності та збудження. | 30                                                       | Відео                              | Відео виявлення емоцій                                               | 2015      | [ 158 ]         | Y. Baveye et al.                          |
| MediaEval LIRIS-ACCEDE                                                 | Розширення Discrete LIRIS-ACCEDE, включаючи анотації для рівнів насильства у фільмах. | Мітки насильства, валентності та збудження. | 10900                                                    | Відео                              | Відео виявлення емоцій                                               | 2015      | [ 159 ]         | Y. Baveye et al.                          |
| Leeds Sports Pose                                                      | Артикуловані анотації людської пози на 2000 природних спортивних зображеннях із Flickr. | Грубий урожай навколо однієї особи, яка цікавить, з 14 спільними етикетками | 2000                                                     | Зображення плюс мітки файлів .mat  | Оцінка пози людини                                                   | 2010      | [ 160 ]         | S. Johnson and M. Everingham              |
| Leeds Sports Pose Extended Training                                    | Чітко сформульовані анотації людської пози на 10 000 природних спортивних зображень із Flickr. | 14 спільних етикеток через краудсорсинг | 10000                                                    | Зображення плюс мітки файлів .mat  | Оцінка пози людини                                                   | 2011      | [ 161 ]         | S. Johnson and M. Everingham              |
| MCQ Dataset                                                            | 6 різних реальних іспитів із множинним вибором (735 бланків відповідей і 33 540 блоків відповідей) для оцінки методів і систем комп'ютерного зору, розроблених для систем оцінювання тестів із множинним вибором. | Жодного | 735 бланків відповідей та 33 540 скриньок для відповідей | Мітки файлів зображень і .mat      | Розробка систем оцінювання тестів із множинним вибором               | 2017      | [ 162 ] [ 163 ] | Afifi, M. et al.                          |
| Surveillance Videos                                                    | Справжні відеоспостереження охоплюють великий час спостереження (7 днів по 24 години кожне). | Жодного | 19 surveillance videos (7 days with 24 hours each).      | Відео                              | Стиснення даних                                                      | 2016      | [ 164 ]         | Taj-Eddin, I. A. T. F. et al.             |
| LILA BC                                                                | Маркована інформаційна бібліотека Олександрії: біологія та охорона. Позначені зображення, які підтримують дослідження машинного навчання в галузі екології та екології.                                           | Жодного | ~10M images                                              | Зображення                         | Класифікація                                                         | 2019      | [ 165 ]         | LILA working group                        |
| Can We See Photosynthesis?                                             | 32 відео для восьми живих і восьми мертвих листків, записаних в умовах освітлення постійного та змінного струму.                                                                                                  | Жодного | 32 відео                                                 | Відео                              | Виявлення живості рослин                                             | 2017      | [ 166 ]         | Taj-Eddin, I. A. T. F. et al.             |
| Mathematical Mathematics Memes                                         | Колекція з 10 000 мемів з математики. | Жодного | ~10,000                                                  | Зображення                         | Візуальне оповідання, виявлення об'єктів.                            | 2021      | [ 167 ]         | Mathematical Mathematics Memes            |

## Текстові дані
Ці набори даних складаються переважно з тексту для таких завдань, як обробка мови, аналіз настроїв, переклад і кластерний аналіз.

### Відгуки
| Назва                                                      | Опис | Оброботка                                                                        | Розмір                         | Формат | Задачі                                | Створення   | Посилання       | Джерело            |
| ---------------------------------------------------------- | --- | -------------------------------------------------------------------------------- | ------------------------------ | ------ | ------------------------------------- | ----------- | --------------- | ------------------ |
| Amazon reviews                                             | Огляди американських продуктів від Amazon.com.                                                                            | Жодного                                                                          | 233.1 million                  | Текст  | Класифікація, аналіз настроїв         | 2015 (2018) | [ 168 ] [ 169 ] | McAuley et al.     |
| OpinRank Review Dataset                                    | Огляди автомобілів і готелів від Edmunds.com і TripAdvisor відповідно.                                                    | Жодного                                                                          | 42,230 / ~259,000 respectively | Текст  | Аналіз настроїв, кластеризація        | 2011        | [ 170 ] [ 171 ] | K. Ganesan et al.  |
| MovieLens                                                  | 22 000 000 оцінок і 580 000 тегів застосовано до 33 000 фільмів 240 000 користувачів.                                     | Жодного                                                                          | ~ 22M                          | Текст  | Регресія, кластеризація, класифікація | 2016        | [ 172 ] [ 173 ] | GroupLens Research |
| Yahoo! Music User Ratings of Musical Artists               | Понад 10 мільйонів рейтингів виконавців від користувачів Yahoo.                                                           | Жодного не описано.                                                              | ~ 10M                          | Текст  | Класифікація, регресія                | 2004        | [ 174 ] [ 175 ] | Yahoo!             |
| Car Evaluation Data Set                                    | Властивості автомобіля та їх загальна прийнятність.                                                                       | Наведено шість категоріальних ознак.                                             | 1728                           | Текст  | Класифікація                          | 1997        | [ 176 ]         | M. Bohanec         |
| YouTube Comedy Slam Preference Dataset                     | Дані про голосування користувачів для пар відео, які відображаються на YouTube. Користувачі голосували за смішніші відео. | Надано метадані відео.                                                           | 1,138,562                      | Текст  | Класифікація                          | 2012        | [ 177 ] [ 178 ] | Google             |
| Skytrax User Reviews Dataset                               | Відгуки користувачів про авіакомпанії, аеропорти, місця та салони від Skytrax.                                            | Оцінки є дрібними і включають багато аспектів досвіду в аеропорту.               | 41396                          | Текст  | Класифікація, регресія                | 2015        | [ 179 ]         | Q. Nguyen          |
| Teaching Assistant Evaluation Dataset                      | Огляди помічника вчителя.                                                                                                 | Наведено особливості кожного екземпляра, такі як клас, розмір класу та викладач. | 151                            | Текст  | Класифікація                          | 1997        | [ 180 ]         | W. Loh et al.      |
| Vietnamese Students’ Feedback Corpus (UIT-VSFC)            | Відгуки студентів. | Коментарі                                                                        | 16,000                         | Текст  | Класифікація                          | 1997        | [ 181 ] [ 182 ] | Nguyen et al.      |
| Vietnamese Social Media Emotion Corpus (UIT-VSMEC)         | Коментарі користувачів у Facebook.                                                                                        | Коментарі                                                                        | 6,927                          | Текст  | Класифікація                          | 1997        | [ 183 ]         | Nguyen et al.      |
| Vietnamese Open-domain Complaint Detection dataset (ViOCD) | Коментарі користувачів у Facebook.                                                                                        | Коментарі                                                                        | 5,485                          | Текст  | Класифікація                          | 2021        | [ 184 ]         | Nguyen et al.      |

### Новини
| Назва                                                        | Опис | Обробка                                                 | Розмір     | Формат     | Задачі                                          | Створення | Посилання | Джерело              |
| ------------------------------------------------------------ | --- | ------------------------------------------------------- | ---------- | ---------- | ----------------------------------------------- | --------- | --------- | -------------------- |
| NYSK Dataset                                                 | Англійські новини про справу щодо звинувачень у сексуальному насильстві проти колишнього директора МВФ Домініка Стросс-Кана. | Відфільтровано та представлено у форматі XML.           | 10,421     | XML, текст | Аналіз настроїв, виділення теми                 | 2013      | [ 185 ]   | Dermouche, M. et al. |
| The Reuters Corpus Volume 1                                  | Великий корпус новин Reuters англійською мовою.                                                                              | Дрібнозерниста категоризація та коди тем.               | 810,000    | Текст      | Класифікація, кластеризація, узагальнення       | 2002      | [ 186 ]   | Reuters              |
| The Reuters Corpus Volume 2                                  | Великий корпус новин Reuters кількома мовами.                                                                                | Дрібнозерниста категоризація та коди тем.               | 487,000    | Текст      | Класифікація, кластеризація, узагальнення       | 2005      | [ 187 ]   | Reuters              |
| Thomson Reuters Text Research Collection                     | Великий корпус новин. | Деталі не описані.                                      | 1,800,370  | Текст      | Класифікація, кластеризація, узагальнення       | 2009      | [ 188 ]   | T. Rose et al.       |
| Saudi Newspapers Corpus                                      | 31 030 арабських газетних статей.                                                                                            | Вилучено метадані.                                      | 31,030     | JSON       | Підведення підсумків, кластеризація             | 2015      | [ 189 ]   | M. Alhagri           |
| RE3D (Relationship and Entity Extraction Evaluation Dataset) | Entity and Relation позначені дані з різних новин та державних джерел. За підтримки Dstl                                     | Відфільтровано, категоризація за допомогою типів Baleen | невідомо   | JSON       | Класифікація, сутність і розпізнавання відносин | 2017      | [ 189 ]   | Dstl                 |
| Examiner Spam Clickbait Catalogue                            | Приманки кліків, спам, заголовки з краудсорсингу з 2010 по 2015 рік                                                          | Опублікувати дату та заголовки                          | 3,089,781  | CSV        | Кластеризація, події, настрої                   | 2016      | [ 190 ]   | R. Kulkarni          |
| ABC Australia News Corpus                                    | Весь корпус новин ABC Australia з 2003 по 2019 рік                                                                           | Опублікувати дату та заголовки                          | 1,186,018  | CSV        | Кластеризація, події, настрої                   | 2020      | [ 191 ]   | R. Kulkarni          |
| Worldwide News – Aggregate of 20K Feeds                      | Тижневий знімок усіх онлайн-заголовків понад 20 мовами                                                                       | Час публікації, URL-адреса та заголовки                 | 1,398,431  | CSV        | Кластеризація, події, визначення мови           | 2018      | [ 192 ]   | R. Kulkarni          |
| Reuters News Wire Headline                                   | 11 років подій із мітками часу, опублікованих у новинах                                                                      | Час публікації, текст заголовка                         | 16,121,310 | CSV        | НЛП, Комп'ютерна лінгвістика, Події             | 2018      | [ 193 ]   | R. Kulkarni          |
| Ireland News Corpus                                          | Новини 24 років Ірландії з 1996 по 2019 рік                                                                                  | Час публікації, категорія заголовка та текст            | 1,484,340  | CSV        | НЛП, Комп'ютерна лінгвістика, Події             | 2020      | [ 194 ]   | R. Kulkarni          |
| News Headlines Dataset for Sarcasm Detection                 | Високоякісний набір даних із саркастичними та несаркастичними заголовками новин.                                             | Чистий, нормований текст                                | 26,709     | JSON       | НЛП, Комп'ютерна лінгвістика                    | 2018      | [ 195 ]   | Rishabh Misra        |

### Повідомлення
| Назва                                  | Опис                                                       | Обробка                                                                       | Розмір             | Формат | Задачі                         | Створення   | Посилання       | Джерело                    |
| -------------------------------------- | ---------------------------------------------------------- | ----------------------------------------------------------------------------- | ------------------ | ------ | ------------------------------ | ----------- | --------------- | -------------------------- |
| Enron Email Dataset                    | Електронні листи від співробітників Enron розбиті в папки. | Вкладення видалено, недійсні адреси електронної пошти перетворені на анонімні | ~ 500,000          | Текст  | Аналіз мережі, аналіз настроїв | 2004 (2015) | [ 196 ] [ 197 ] | Klimt, B. and Y. Yang      |
| Ling-Spam Dataset                      | Корпус, що містить як легітимні листи, так і спам.         | Чотири версії корпусу щодо того, чи був увімкнений лемматизатор чи стоп-лист. | 2,412 Ham 481 Spam | Текст  | Класифікація                   | 2000        | [ 198 ] [ 199 ] | Androutsopoulos, J. et al. |
| SMS Spam Collection Dataset            | Зібрані SMS-повідомлення зі спамом.                        | Немає                                                                         | 5,574              | Текст  | Класифікація                   | 2011        | [ 200 ] [ 201 ] | T. Almeida et al.          |
| Messages from 20 different newsgroups. | Повідомлення з 20 різних груп новин.                       | Немає                                                                         | 20,000             | Текст  | Обробка природної мови         | 1999        | [ 202 ]         | T. Mitchell et al.         |
| Spambase Dataset                       | Спам електронних листів.                                   | Вилучено багато текстових функцій.                                            | 4,601              | Текст  | Виявлення спаму, класифікація  | 1999        | [ 203 ]         | M. Hopkins et al.          |

### Твіттер і твіти
| Назва                                               | Опис | Обробка | Розмір                                         | Формат                          | Задачі                                                      | Створення | Посилання               | Джерело                 |
| --------------------------------------------------- | --- | --- | ---------------------------------------------- | ------------------------------- | ----------------------------------------------------------- | --------- | ----------------------- | ----------------------- |
| MovieTweetings                                      | Набір даних рейтингу фільмів на основі загальнодоступних і добре структурованих твітів                                                    | | ~710,000                                       | Текст                           | Класифікація, регресія                                      | 2018      | [ 204 ]                 | S. Dooms                |
| Twitter100k                                         | Пари зображень і твітів | | 100,000                                        | Текст і зображення              | Міжмедійний пошук                                           | 2017      | [ 205 ] [ 206 ]         | Y. Hu, et al.           |
| Sentiment140                                        | Дані твітів за 2009 рік, включаючи оригінальний текст, мітку часу, користувача та настрої.                                                | Класифіковано за допомогою дистанційного спостереження від наявності смайлика в твіті.                                   | 1,578,627                                      | Твіти, коми, розділені значення | аналіз настроїв                                             | 2009      | [ 207 ] [ 208 ]         | A. Go et al.            |
| ASU Twitter Dataset                                 | Дані мережі Twitter, а не фактичні твіти. Показує зв’язки між великою кількістю користувачів.                                             | Немає | 11 316 811 користувачів, 85 331 846 підключень | Текст                           | Кластеризація, аналіз графів                                | 2009      | [ 209 ] [ 210 ]         | R. Zafarani et al.      |
| SNAP Social Circles: Twitter Database               | Великі дані мережі Twitter. | Характеристики вузлів, кола та мережі его.                                                                               | 1,768,149                                      | Текст                           | Кластеризація, аналіз графів                                | 2012      | [ 211 ] [ 212 ]         | J. McAuley et al.       |
| Twitter Dataset for Arabic Sentiment Analysis       | Арабські твіти. | Зразки, позначені вручну як позитивні чи негативні.                                                                      | 2000                                           | Текст                           | Класифікація                                                | 2014      | [ 213 ] [ 214 ]         | N. Abdulla              |
| Buzz in Social Media Dataset                        | Дані з Twitter і Tom's Hardware. Цей набір даних зосереджено на конкретних актуальних темах, які обговорюються на цих сайтах.             | Дані відображаються у вікні, щоб користувач міг спробувати передбачити події, які призвели до шуму в соціальних мережах. | 140,000                                        | Текст                           | Регресія, класифікація                                      | 2013      | [ 215 ] [ 216 ]         | F. Kawala et al.        |
| Paraphrase and Semantic Similarity in Twitter (PIT) | Цей набір даних зосереджується на тому, чи мають твіти (майже) однакове значення/інформацію чи ні. Маркування вручну.                     | токенізацію, тегування частин мови та іменованих об’єктів                                                                | 18,762                                         | Текст                           | Регресія, класифікація                                      | 2015      | [ 217 ] [ 218 ]         | Xu et al.               |
| Geoparse Twitter benchmark dataset                  | Цей набір даних містить твіти під час різних новинних подій у різних країнах. Згадки про місцеположення, позначені вручну.                | до метаданих JSON додано анотації про місцезнаходження                                                                   | 6,386                                          | Tweets, JSON                    | Класифікація, вилучення інформації                          | 2014      | [ 219 ] [ 220 ]         | S.E. Middleton et al.   |
| Dutch Social media collection                       | Цей набір даних містить твіти про COVID-19, зроблені нідерландськими носіями або користувачами з Нідерландів. Дані були позначені машиною | класифіковано за настрої, текст твітів і опис користувача, перекладений англійською. Вилучаються згадки про галузь       | 271,342                                        | JSONL                           | Настрої, класифікація з кількома мітками, машинний переклад | 2020      | [ 221 ] [ 222 ] [ 223 ] | Aaaksh Gupta, CoronaWhy |

### Діалоги
| Назва                           | Опис | Обробка | Розмір                                                  | Формат | Задачі                          | Створення | Посилання | Джерело                                                      |
| ------------------------------- | --- | --- | ------------------------------------------------------- | ------ | ------------------------------- | --------- | --------- | ------------------------------------------------------------ |
| NPS Chat Corpus                 | Публікації з вікових онлайн-чатів. | Конфіденційність рук замаскована, позначена як частина мови та діалог-акт.                                                        | ~ 500,000                                               | XML    | НЛП, програмування, лінгвістика | 2007      | [ 224 ]   | Forsyth, E., Lin, J., & Martell, C.                          |
| Twitter Triple Corpus           | A-B-A трійки витягнуто з Twitter. | | 4,232                                                   | Текст  | NLP                             | 2016      | [ 225 ]   | Sordini, A. et al.                                           |
| UseNet Corpus                   | Повідомлення на форумі UseNet. | Анонімні електронні листи та URL-адреси. Пропущені документи довжиною <500 слів або >500 000 слів, або які були <90% англійською. | 7 billion                                               | Текст  |                                 | 2011      | [ 226 ]   | Shaoul, C., & Westbury C.                                    |
| NUS SMS Corpus                  | SMS-повідомлення, зібрані між двома користувачами, з аналізом часу. | | ~ 10,000                                                | XML    | NLP                             | 2011      | [ 227 ]   | KAN, M                                                       |
| Reddit All Comments Corpus      | Усі коментарі на Reddit (станом на 2015 рік). | | ~ 1.7 billion                                           | JSON   | НЛП, дослідження                | 2015      | [ 228 ]   | Stuck_In_the_Matrix                                          |
| Ubuntu Dialogue Corpus          | Діалоги, витягнуті з потоку чату Ubuntu на IRC. | | 930 thousand dialogues, 7.1 million utterances          | CSV    | Dialogue Systems Research       | 2015      | [ 229 ]   | Lowe, R. et al.                                              |
| Dialog State Tracking Challenge | Проблеми відстеження стану діалогу 2 і 3 (DSTC2&3) були дослідницьким завданням, зосередженим на покращенні сучасного рівня відстеження стану мовних діалогових систем. | Транскрипція розмовних діалогів з маркуванням                                                                                     | DSTC2 contains ~3.2k calls – DSTC3 contains ~2.3k calls | Json   | Відстеження стану діалогу       | 2014      | [ 230 ]   | Henderson, Matthew and Thomson, Blaise and Williams, Jason D |

### Інший текст
| Назва                                                                                                 | Опис | Обробка                                                                             | Розмір                                                                       | Формат           | Формат                                       | Створений | Посилання               | Джерело              |
| --- | --- | ----------------------------------------------------------------------------------- | ---------------------------------------------------------------------------- | ---------------- | -------------------------------------------- | --------- | ----------------------- | -------------------- |
| Web of Science Dataset                                                                                | Ієрархічні набори даних для класифікації тексту                                                                          | Немає                                                                               | 46,985                                                                       | Текст            | класифікація, Категоризація                  | 2017      | [ 231 ] [ 232 ]         | K. Kowsari et al.    |
| Legal Case Reports                                                                                    | Розгляд справ Федерального суду Австралії з 2006 по 2009 роки.                                                           | Немає                                                                               | 4,000                                                                        | Текст            | Підведення підсумків, аналіз цитування       | 2012      | [ 233 ] [ 234 ]         | F. Galgani et al.    |
| Blogger Authorship Corpus                                                                             | Записи в блозі 19 320 людей із blogger.com.                                                                              | Блогер сам надає стать, вік, галузь та астрологічний знак.                          | 681,288                                                                      | Текст            | Аналіз настроїв, узагальнення, класифікація  | 2006      | [ 235 ] [ 236 ]         | J. Schler et al.     |
| Social Structure of Facebook Networks                                                                 | Великий набір даних соціальної структури Facebook.                                                                       | Немає                                                                               | Охоплено 100 коледжів                                                        | Текст            | Аналіз мережі, кластеризація                 | 2012      | [ 237 ] [ 238 ]         | A. Traud et al.      |
| Dataset for the Machine Comprehension of Text                                                         | Розповіді та відповідні запитання для перевірки розуміння тексту.                                                        | Немає                                                                               | 660                                                                          | Текст            | Обробка природної мови, машинне розуміння    | 2013      | [ 239 ] [ 240 ]         | M. Richardson et al. |
| The Penn Treebank Project                                                                             | Природний текст, анотований для мовної структури.                                                                        | Текст розбирається на семантичні дерева.                                            | ~ 1 млн слів                                                                 | Текст            | Обробка природної мови, узагальнення         | 1995      | [ 241 ] [ 242 ]         | M. Marcus et al.     |
| DEXTER Dataset                                                                                        | Поставлене завдання – визначити за наведеними ознаками, які статті стосуються корпоративних придбань.                    | Вилучені ознаки включають основи слів. Включені функції відволікача.                | 2600                                                                         | Текст            | Класифікація                                 | 2008      | [ 243 ]                 | Reuters              |
| Google Books N-grams                                                                                  | N-грами з дуже великого корпусу книг                                                                                     | Немає                                                                               | 2,2 ТБ тексту                                                                | Текст            | Класифікація, кластеризація, регресія        | 2011      | [ 244 ] [ 245 ]         | Google               |
| Personae Corpus                                                                                       | Зібрано для експериментів із визначення авторства та передбачення особистості. Складається з 145 есе голландською мовою. | Крім звичайних текстів наводяться синтаксично анотовані тексти.                     | 145                                                                          | Текст            | Класифікація, регресія                       | 2008      | [ 246 ] [ 247 ]         | K. Luyckx et al.     |
| CNAE-9 Dataset                                                                                        | Завдання на категоризацію для вільних текстових описів бразильських компаній.                                            | Вилучено частоту слів.                                                              | 1080                                                                         | Текст            | Класифікація                                 | 2012      | [ 248 ] [ 249 ]         | P. Ciarelli et al.   |
| Sentiment Labeled Sentences Dataset                                                                   | 3000 речень, позначених настроєм                                                                                         | Настрої кожного речення вручну позначені як позитивні чи негативні.                 | 3000                                                                         | Текст            | Класифікація, аналіз настроїв                | 2015      | [ 250 ] [ 251 ]         | D. Kotzias           |
| BlogFeedback Dataset                                                                                  | Набір даних для прогнозування кількості коментарів, які отримає публікація на основі функцій цієї публікації.            | Вилучено багато функцій кожного повідомлення.                                       | 60,021                                                                       | Текст            | Регресія                                     | 2014      | [ 252 ] [ 253 ]         | K. Buza              |
| Stanford Natural Language Inference (SNLI) Corpus                                                     | Підписи до зображень поєднуються з нещодавно створеними реченнями, щоб утворити суть, протиріччя або нейтральні пари.    | Мітки класів Entailment, синтаксичний аналіз за допомогою аналізатора Stanford PCFG | 570,000                                                                      | Текст            | Висновок природної мови/розпізнавання тексту | 2015      | [ 254 ]                 | S. Bowman et al.     |
| DSL Corpus Collection (DSLCC)                                                                         | Багатомовна збірка коротких уривків публіцистичних текстів схожими мовами та діалектами.                                 | Немає                                                                               | 294,000 фраз                                                                 | Текст            | Розрізнення схожих мов                       | 2017      | [ 255 ]                 | Tan, Liling et al.   |
| Urban Dictionary Dataset                                                                              | Корпус слів, голосів і визначень                                                                                         | Імена користувачів анонімні                                                         | 2,580,925                                                                    | CSV              | НЛП, машинне розуміння                       | 2016 May  | [ 256 ]                 | Anonymous            |
| T-REx                                                                                                 | Реферати Вікіпедії узгоджені з сутностями Вікіданих                                                                      | Вирівнювання трійок Вікіданих з тезами Вікіпедії                                    | 11M вирівняні трійки                                                         | JSON and NIF [3] | НЛП, вилучення відносин                      | 2018      | [ 257 ]                 | H. Elsahar et al.    |
| General Language Understanding Evaluation (GLUE)                                                      | Тест із дев’яти завдань                                                                                                  | Різні                                                                               | ~1М речень і пар речень                                                      |                  | NLU                                          | 2018      | [ 258 ] [ 259 ] [ 260 ] | Wang et al.          |
| Contract Understanding Atticus Dataset (CUAD) (formerly known as Atticus Open Contract Dataset (AOK)) | Набір даних юридичних договорів з багатими експертними анотаціями                                                        |                                                                                     | ~13 000 етикеток                                                             | CSV and PDF      | Обробка природної мови, QnA                  | 2021      |                         | The Atticus Project  |
| Vietnamese Image Captioning Dataset (UIT-ViIC)                                                        | В'єтнамський набір даних підписів зображень                                                                              |                                                                                     | 19 250 підписів для 3 850 зображень                                          | CSV and PDF      | Обробка природної мови, комп’ютерний зір     | 2020      | [ 261 ]                 | Lam et al.           |
| Vietnamese Names annotated with Genders (UIT-ViNames)                                                 | В’єтнамські назви з анотаціями статей                                                                                    |                                                                                     | 26 850 в’єтнамських повних імен із анотацією статі                           | CSV              | Обробка природної мови                       | 2020      | [ 262 ]                 | To et al.            |
| Vietnamese Constructive and Toxic Speech Detection Dataset (UIT-ViCTSD)                               | В'єтнамський набір даних для виявлення конструктивної та токсичної мови                                                  |                                                                                     | 10 000 в'єтнамських користувачів прокоментували інтернет-газети в 10 доменах | CSV              | Обробка природної мовиОбробка природної мови | 2021      | [ 263 ]                 | Nguyen et al.        |
| The Pile                                                                                              | Збірка кількох великих наборів даних із різноманітних і неструктурованих текстів                                         | Різні (видалення HTML і Javascript з веб-сайтів, видалення повторюваних речень)     | 825 ГіБ англійським текстом                                                  | JSON Lines       | Обробка природної мови, передбачення тексту  | 2021      | [ 266 ] [ 267 ]         | Gao et               |

## Звукові дані
Ці набори даних складаються зі звуків і звукових функцій, які використовуються для таких завдань, як розпізнавання мовлення та синтез мовлення.

### Мовлення
| Назва                               | Опис | Обробка | Розмір                                                       | Формат                                | Задачі                                                                            | Створення                 | Посилання       | Джерело                  |
| ----------------------------------- | --- | --- | ------------------------------------------------------------ | ------------------------------------- | --------------------------------------------------------------------------------- | ------------------------- | --------------- | ------------------------ |
| Zero Resource Speech Challenge 2015 | Спонтанне мовлення (англійська мова), Читана мова (Xitsonga).                                                                                         | Немає, необроблені файли WAV.                                                                                                   | англійська: 5 год, 12 динаміків; Xitsonga: 2:30, 24 динаміки | WAV (audio only)                      | Неконтрольоване виявлення мовних властивостей/підрядних одиниць/одиниць слів      | 2015                      | [ 268 ] [ 269 ] | Versteegh et al.         |
| Parkinson Speech Dataset            | Багато записів людей із хворобою Паркінсона та без неї.                                                                                               | Вилучено голосові характеристики, оцінка захворювання лікарем за уніфікованою шкалою оцінки хвороби Паркінсона.                 | 1,040                                                        | Текст                                 | Класифікація, регресія                                                            | 2013                      | [ 270 ] [ 271 ] | B. E. Sakar et al.       |
| Spoken Arabic Digits                | Розмовні арабські цифри з 44 чоловіків і 44 жінок. | Часові ряди коефіцієнтів мел-частотного кепстру.                                                                                | 8,800                                                        | Текст                                 | Класифікація                                                                      | 2010                      | [ 272 ] [ 273 ] | M. Bedda et al.          |
| ISOLET Dataset                      | Назви розмовних букв. | Особливості, витягнуті зі звуків.                                                                                               | 7797                                                         | Текст                                 | Класифікація                                                                      | 1994                      | [ 274 ] [ 275 ] | R. Cole et al.           |
| Japanese Vowels Dataset             | Дев'ять чоловіків, які говорять, вимовляли дві японські голосні підряд.                                                                               | Застосував до нього 12-градусний аналіз лінійного прогнозування, щоб отримати дискретно-часовий ряд з 12 коефіцієнтами кепстру. | 640                                                          | Текст                                 | Класифікація                                                                      | 1999                      | [ 276 ] [ 277 ] | M. Kudo et al.           |
| Parkinson's Telemonitoring Dataset  | Багато записів людей із хворобою Паркінсона та без неї.                                                                                               | Вилучено звукові характеристики.                                                                                                | 5875                                                         | Текст                                 | Класифікація                                                                      | 2009                      | [ 278 ] [ 279 ] | A. Tsanas et al.         |
| TIMIT                               | Записи 630 носіїв восьми основних діалектів американської англійської, кожен з яких читає десять фонетично насичених речень.                          | Мовлення лексично і фонематично транскрибується.                                                                                | 6300                                                         | Текст                                 | Розпізнавання мовлення, класифікація.                                             | 1986                      | [ 280 ] [ 281 ] | J. Garofolo et al.       |
| Arabic Speech Corpus                | Корпус мовлення сучасної стандартної арабської мови (MSA) для одного мовця з фонетичними та орфографічними транскриптами, вирівняними на рівні фонем. | Мовлення орфографічно і фонетично транскрибується з наголосами.                                                                 | ~1900                                                        | Текст, WAV                            | Синтез мовлення, розпізнавання мовлення, вирівнювання корпусу, логопедія, освіта. | 2016                      | [ 282 ]         | N. Halabi                |
| Common Voice                        | Загальнодоступна база даних краудсорсингу в широкому діапазоні діалектів.                                                                             | Перевірка іншими користувачами.                                                                                                 | English: 1,118 hours                                         | MP3 з відповідними текстовими файлами | Розпізнавання мови                                                                | June 2017 (December 2019) | [ 283 ]         | Mozilla                  |
| LJSpeech                            | Корпус англійських записів аудіокниг, які є загальнодоступними, розбитими на короткі кліпи за розділовими знаками.                                    | Перевірка якості, нормалізована транскрипція поряд з оригіналом.                                                                | 13,100                                                       | CSV, WAV                              | Синтез мовлення                                                                   | 2017                      | [ 284 ]         | Keith Ito, Linda Johnson |

### Музика
| Назва                               | Опис | Обробка                                                                | Розмір  | Формат      | Задачі                                  | Створення | Посилання       | Джерело                  |
| ----------------------------------- | --- | ---------------------------------------------------------------------- | ------- | ----------- | --------------------------------------- | --------- | --------------- | ------------------------ |
| Geographic Origin of Music Data Set | Звукові особливості музичних зразків з різних місць.                                                                                                | Функції аудіо, отримані за допомогою програмного забезпечення MARSYAS. | 1,059   | Текст       | Географічна класифікація, кластеризація | 2014      | [ 285 ] [ 286 ] | F. Zhou et al.           |
| Million Song Dataset                | Звукові функції з мільйона різних пісень. | Функції аудіо вилучено.                                                | 1M      | Текст       | Класифікація, кластеризація             | 2011      | [ 287 ] [ 288 ] | T. Bertin-Mahieux et al. |
| MUSDB18                             | Багатодоріжкові записи популярної музики | Сирий звук                                                             | 150     | MP4, WAV    | Поділ джерел                            | 2017      | [ 289 ]         | Z. Rafii et al.          |
| Free Music Archive                  | Аудіо під Creative Commons із 100 тисяч пісень (343 дні, 1TiB) з ієрархією із 161 жанру, метаданими, даними користувача, текстом у довільній формі. | Функції необробленого звуку та аудіо.                                  | 106,574 | Текст , MP3 | Класифікація, рекомендація              | 2017      | [ 290 ]         | M. Defferrard et al.     |
| Bach Choral Harmony Dataset         | Хоральні акорди Баха. | Функції аудіо вилучено.                                                | 5665    | Текст       | Класифікація                            | 2014      | [ 291 ] [ 292 ] | D. Radicioni et al.      |

### Інші звуки. Класифікація
| Назва                          | Опис | Обробка                                                                                            | Розмір    | Формат                                   | Задачі                  | Створення   | Посилання       | Джерело                                                  |
| ------------------------------ | --- | -------------------------------------------------------------------------------------------------- | --------- | ---------------------------------------- | ----------------------- | ----------- | --------------- | -------------------------------------------------------- |
| UrbanSound                     | Марковані звукозаписи звуків, таких як кондиціонери, автомобільні гудки та діти, які грають.                           | Відсортовано по папках за класом подій, а також метаданими у файлі JSON та анотаціями у файлі CSV. | 1,059     | Звук (WAV)                               | Класифікація            | 2014        | [ 293 ] [ 294 ] | J. Salamon et al.                                        |
| AudioSet                       | 10-секундні звукові фрагменти з відео YouTube та онтологія з понад 500 міток.                                          | 128-d PCA'd VGG-ish показує кожні 1 секунду.                                                       | 2,084,320 | Текстові (CSV) і файли TensorFlow Record | Класифікація            | 2017        | [ 295 ]         | J. Gemmeke et al., Google                                |
| Bird Audio Detection challenge | Аудіо зі станцій моніторингу навколишнього середовища, а також записи з краудсорсингу                                  | | 17,000+   |                                          | Класифікація            | 2016 (2018) | [ 296 ] [ 297 ] | Queen Mary University and IEEE Signal Processing Society |
| WSJ0 Hipster Ambient Mixtures  | Аудіо з WSJ0 змішано з шумом, записаним у районі затоки Сан-Франциско                                                  | Кліпи з шумом, відповідні кліпам WSJ0                                                              | 28,000    | Звук(WAV)                                | Розділення джерел звуку | 2019        | [ 298 ]         | Wichern, G., et al., Whisper and MERL                    |
| Clotho                         | 4981 звуковий зразок тривалістю від 15 до 30 секунд, кожен з яких має п’ять різних підписів довжиною від 8 до 20 слів. | | 24,905    | Звук (WAV) та текст(CSV)                 | Автоматичні субтитри    | 2020        | [ 295 ] [ 299 ] | K. Drossos, S. Lipping, and T. Virtanen                  |

## Дані сигналу
Набори даних, що містять інформацію про електричний сигнал, що вимагає певної обробки сигналу для подальшого аналізу.

### Електричні
| Назва                                       | Опис | Обробка | Розмір              | Формат | Задачі                                | Створений | Посилання       | Джерело                                   |
| ------------------------------------------- | --- | --- | ------------------- | ------ | ------------------------------------- | --------- | --------------- | ----------------------------------------- |
| Witty Worm Dataset                          | Набір даних із детальною інформацією про поширення хробака Witty та заражених комп’ютерів.                                     | Розділіть на загальнодоступний набір і обмежений набір, що містить більш конфіденційну інформацію, як-от заголовки IP і UDP. | 55,909 IP addresses | Текст  | Класифікація                          | 2004      | [ 300 ] [ 301 ] | Center for Applied Internet Data Analysis |
| Cuff-Less Blood Pressure Estimation Dataset | Очищені життєво важливі сигнали від пацієнтів, які можна використовувати для оцінки артеріального тиску.                       | Життєві показники 125 Гц очищено.                                                                                            | 12,000              | Текст  | Класифікація, регресія                | 2015      | [ 302 ] [ 302 ] | M. Kachuee et al.                         |
| Gas Sensor Array Drift Dataset              | Вимірювання з 16 хімічних датчиків, використаних у моделюванні для компенсації дрейфу.                                         | Велика кількість наданих функцій.                                                                                            | 13,910              | Текст  | Класифікація                          | 2012      | [ 303 ] [ 304 ] | A. Vergara                                |
| Servo Dataset                               | Дані, що охоплюють нелінійні співвідношення, що спостерігаються в схемі сервопідсилювача.                                      | Наведено рівні різних компонентів як функції інших компонентів.                                                              | 167                 | Текст  | Регресія                              | 1993      | [ 305 ] [ 306 ] | K. Ullrich                                |
| UJIIndoorLoc-Mag Dataset                    | База даних локалізації всередині приміщень для тестування внутрішніх систем позиціонування. Дані базуються на магнітному полі. | Дано розділи на тренування та тести.                                                                                         | 40,000              | Текст  | Класифікація, регресія, кластеризація | 2015      | [ 307 ] [ 308 ] | D. Rambla et al.                          |
| Sensorless Drive Diagnosis Dataset          | Електричні сигнали від двигунів з несправними компонентами.                                                                    | Вилучено статистичні ознаки.                                                                                                 | 58,508              | Текст  | Класифікація                          | 2015      | [ 309 ] [ 310 ] | M. Bator                                  |

### Відстеження рух
| Назва                                                                       | Опис | Обробка                                                                           | Розмір                                                                         | Формат | Задачі                      | Створенний | Посилання               | Джерело                                          |
| --------------------------------------------------------------------------- | --- | --------------------------------------------------------------------------------- | ------------------------------------------------------------------------------ | ------ | --------------------------- | ---------- | ----------------------- | ------------------------------------------------ |
| Wearable Computing: Classification of Body Postures and Movements (PUC-Rio) | Люди, які виконують п’ять стандартних дій під час носіння трекерів руху. | Немає                                                                             | 165,632                                                                        | Текст  | Класифікація                | 2013       | [ 311 ] [ 312 ]         | Pontifical Catholic University of Rio de Janeiro |
| Gesture Phase Segmentation Dataset                                          | Функції, отримані з відео людей, які роблять різні жести. | Вилучені функції спрямовані на вивчення фазової сегментації жестів.               | 9900                                                                           | Текст  | Класифікація, кластеризація | 2014       | [ 313 ] [ 314 ]         | R. Madeo et a                                    |
| Vicon Physical Action Data Set Dataset                                      | 10 звичайних і 10 агресивних фізичних дій, які вимірюють активність людини, яку відстежує 3D-трекер. | Багато параметрів записує 3D трекер.                                              | 3000                                                                           | Текст  | Класифікація                | 2011       | [ 315 ] [ 316 ]         | T. Theodoridis                                   |
| Daily and Sports Activities Dataset                                         | Дані датчиків двигуна для 19 щоденних і спортивних занять. | Надано багато датчиків, без попередньої обробки сигналів.                         | 9120                                                                           | Текст  | Класифікація                | 2013       | [ 317 ] [ 318 ]         | B. Barshan et al.                                |
| Human Activity Recognition Using Smartphones Dataset                        | Дані гіроскопа та акселерометра від людей, які носять смартфони та виконують звичайні дії. | Виконані дії позначаються, всі сигнали попередньо обробляються на наявність шуму. | 10,299                                                                         | Текст  | Класифікація                | 2012       | [ 319 ] [ 320 ]         | J. Reyes-Ortiz et al.                            |
| Australian Sign Language Signs                                              | Австралійські знаки жестовою мовою, зняті рукавичками для відстеження руху. | Немає                                                                             | 2565                                                                           | Текст  | Класифікація                | 2002       | [ 321 ] [ 322 ]         | M. Kadous                                        |
| Weight Lifting Exercises monitored with Inertial Measurement Units          | П’ять варіантів вправи на скручування біцепса, що контролюються за допомогою IMU. | Деякі статистичні дані, розраховані на основі необроблених даних.                 | 39,242                                                                         | Текст  | Класифікація                | 2013       | [ 323 ] [ 324 ]         | W. Ugulino et al.                                |
| sEMG for Basic Hand movements Dataset                                       | Дві бази даних поверхневих електроміографічних сигналів 6 рухів рук. | Немає                                                                             | 3000                                                                           | Текст  | Класифікація                | 2014       | [ 325 ] [ 326 ]         | C. Sapsanis et al.                               |
| REALDISP Activity Recognition Dataset                                       | Оцініть методи, що стосуються впливу зміщення датчика при розпізнаванні активності, що можна носити. | Немає                                                                             | 1419                                                                           | Текст  | Класифікація                | 2014       | [ 326 ] [ 327 ]         | O. Banos et al.                                  |
| Heterogeneity Activity Recognition Dataset                                  | Дані з кількох різних розумних пристроїв для людей, які виконують різні види діяльності. | Немає                                                                             | 43,930,257                                                                     | Текст  | Класифікація, кластеризація | 2015       | [ 328 ] [ 329 ]         | A. Stisen et al.                                 |
| Indoor User Movement Prediction from RSS Data                               | Тимчасові дані бездротової мережі, які можна використовувати для відстеження переміщення людей в офісі. | Немає                                                                             | 13,197                                                                         | Текст  | Класифікація                | 2016       | [ 330 ] [ 331 ]         | D. Bacciu                                        |
| PAMAP2 Physical Activity Monitoring Dataset                                 | 18 різних видів фізичних навантажень, які виконували 9 випробовуваних у 3 ІДУ. | Немає                                                                             | 3,850,505                                                                      | Текст  | Класифікація                | 2012       | [ 332 ]                 | A. Reiss                                         |
| OPPORTUNITY Activity Recognition Dataset                                    | Розпізнавання людської активності від датчиків, які можна носити, об’єкта та навколишнього середовища – це набір даних, розроблений для порівняння алгоритмів розпізнавання людської діяльності.                | Немає                                                                             | 2551                                                                           | Текст  | Класифікація                | 2012       | [ 333 ] [ 334 ]         | D. Roggen et al.                                 |
| Real World Activity Recognition Dataset                                     | Розпізнавання людської діяльності за допомогою носових пристроїв. Розрізняє сім положень на корпусі пристрою та містить шість різних типів датчиків.                                                            | Немає                                                                             | 3 150 000 (за датчик)                                                          | Текст  | Класифікація                | 2016       | [ 335 ]                 | T. Sztyler et al.                                |
| Toronto Rehab Stroke Pose Dataset                                           | Тривимірні оцінки пози людини (Kinect) пацієнтів із інсультом та здорових учасників, які виконують набір завдань за допомогою робота для реабілітації після інсульту.                                           | Немає                                                                             | 10 здорових людей і 9 людей, які пережили інсульт (3500–6000 кадрів на людину) | CSV    | Класифікація                | 2017       | [ 336 ] [ 337 ] [ 338 ] | E. Dolatabadi et al.                             |
| Corpus of Social Touch (CoST)                                               | 7805 жестів фіксують 14 різних жестів соціального дотику, виконаних 31 досліджуваним. Жести виконувались у трьох варіантах: ніжні, нормальні та грубі, на сітці датчика тиску, обмотаної навколо руки манекена. | Здійснювані сенсорні жести сегментовані та позначені.                             | 7805 зйомок жестів                                                             | CSV    | Класифікація                | 2016       | [ 339 ] [ 340 ]         | M. Jung et al.                                   |

### Інші сигнали
| Назва                               | Опис                                                                                         | Обробка                               | Розмір | Формат | Задачі                 | Створення | Посилання       | Джерело           |
| ----------------------------------- | -------------------------------------------------------------------------------------------- | ------------------------------------- | ------ | ------ | ---------------------- | --------- | --------------- | ----------------- |
| Wine Dataset                        | Хімічний аналіз вин, вирощених в одному регіоні Італії, але отриманих з трьох різних сортів. | Наведено 13 властивостей кожного вина | 178    | Текст  | Класифікація, регресія | 1991      | [ 341 ] [ 342 ] | M. Forina et al.  |
| Combined Cycle Power Plant Data Set | Дані від різних датчиків на електростанції, яка працює протягом 6 років.                     | Жодного                               | 9568   | Текст  | Регресія               | 2014      | [ 343 ] [ 344 ] | P. Tufekci et al. |

## Фізичні дані
Набори даних з фізичних систем.

### Фізика високих енергій
| Назва           | Опис                                                                                         | Обробка                              | Розмір     | Формат | Задачі       | Створення | Посилання               | Джерело     |
| --------------- | -------------------------------------------------------------------------------------------- | ------------------------------------ | ---------- | ------ | ------------ | --------- | ----------------------- | ----------- |
| HIGGS Dataset   | Моделювання Монте-Карло зіткнень прискорювачів частинок.                                     | Наведено 28 ознак кожного зіткнення. | 11M        | Текст  | Класифікація | 2014      | [ 345 ] [ 346 ] [ 347 ] | D. Whiteson |
| HEPMASS Dataset | Моделювання Монте-Карло зіткнень прискорювачів частинок. Мета – відокремити сигнал від шуму. | Наведено 28 ознак кожного зіткнення. | 10,500,000 | Текст  | Класифікація | 2016      | [ 346 ] [ 347 ] [ 348 ] | D. Whiteson |

### Системи
| Назва                                       | Опис | Обробка                                                                       | Розмір | Формат | Задачі                 | Створення | Посилання       | Джерело                    |
| ------------------------------------------- | --- | ----------------------------------------------------------------------------- | ------ | ------ | ---------------------- | --------- | --------------- | -------------------------- |
| Yacht Hydrodynamics Dataset                 | Продуктивність яхти на основі розмірів.                                                                   | Для кожної яхти надано шість функцій.                                         | 308    | Текст  | Регресія               | 2013      | [ 349 ] [ 350 ] | R. Lopez                   |
| Robot Execution Failures Dataset            | 5 наборів даних, які зосереджені на збій роботи роботів у виконанні звичайних завдань.                    | Цілочисельні функції, такі як крутний момент та інші вимірювання датчиків.    | 463    | Текст  | Класифікація           | 1999      | [ 351 ]         | L. Seabra et al.           |
| Pittsburgh Bridges Dataset                  | Опис конструкції дається з точки зору кількох властивостей різних мостів.                                 | Наведено різні особливості мосту.                                             | 108    | Текст  | Класифікація           | 1990      | [ 352 ] [ 353 ] | Y. Reich et al.            |
| Automobile Dataset                          | Дані про автомобілі, їх страховий ризик та нормовані збитки.                                              | Характеристики автомобіля вилучені.                                           | 205    | Текст  | Регресія               | 1987      | [ 354 ] [ 355 ] | J. Schimmer et al.         |
| Auto MPG Dataset                            | Дані MPG для автомобілів.                                                                                 | Наведено вісім особливостей кожного автомобіля.                               | 398    | Текст  | Регресія               | 1993      | [ 356 ]         | Carnegie Mellon University |
| Energy Efficiency Dataset                   | Вимоги до опалення та охолодження наведені як функція параметрів будівлі.                                 | Параметри будівлі наведено.                                                   | 768    | Текст  | Класифікація, регресія | 2012      | [ 357 ] [ 358 ] | A. Xifara et al.           |
| Airfoil Self-Noise Dataset                  | Серія аеродинамічних та акустичних випробувань дво- та тривимірних секцій лопаті аеродинамічного профілю. | Наведено дані про частоту, кут атаки тощо.                                    | 1503   | Текст  | Регресія               | 2014      | [ 359 ]         | R. Lopez                   |
| Challenger USA Space Shuttle O-Ring Dataset | Спробуйте передбачити проблеми з ущільнювальними кільцями, враховуючи попередні дані Challenger.          | Наведено кілька особливостей кожного польоту, наприклад, температура запуску. | 23     | Текст  | Регресія               | 1993      | [ 360 ] [ 361 ] | D. Draper et al.           |
| Statlog (Shuttle) Dataset                   | Набори даних космічного човника NASA.                                                                     | Надано дев’ять ознак.                                                         | 58,000 | Текст  | Класифікація           | 2002      | [ 362 ]         | NASA                       |

### Астрономія
| Назва                                           | Опис | Обробка                                                                                  | Розмір                               | Формат               | Задача                   | Створення | Посилання       | Джерело                              |
| ----------------------------------------------- | --- | ---------------------------------------------------------------------------------------- | ------------------------------------ | -------------------- | ------------------------ | --------- | --------------- | ------------------------------------ |
| Volcanoes on Venus – JARtool experiment Dataset | Зображення Венери, отримані космічним кораблем Магеллан. | Зображення позначаються людьми.                                                          | not given                            | Зображення           | Класифікація             | 1991      | [ 363 ] [ 364 ] | M. Burl                              |
| MAGIC Gamma Telescope Dataset                   | Монте-Карло генерував події високої енергії гамма-частинок.                                                                                                  | Численні функції, отримані з моделювання.                                                | 19,020                               | Текст                | Класифікаціяion          | 2007      | [ 364 ] [ 365 ] | R. Bock                              |
| Solar Flare Dataset                             | Вимірювання кількості певних типів сонячних спалахів, що відбуваються протягом 24 годин.                                                                     | Надано багато специфічних особливостей сонячних спалахів.                                | 1389                                 | Текст                | Розділення джерела звуку | 1989      | [ 366 ]         | G. Bradshaw                          |
| CAMELS Multifield Dataset                       | 2D-карти та 3D-сітки з тисяч N-тіл і найсучасніших гідродинамічних симуляцій, що охоплюють широкий діапазон значень космологічних і астрофізичних параметрів | Кожна карта та сітка мають 6 космологічних та астрофізичних параметрів, пов’язаних з нею | 405,000 2D maps and 405,000 3D grids | 2D maps and 3D grids | Регресія                 | 2021      | [ 367 ]         | Francisco Villaescusa-Navarro et al. |

### Наука про Землю
| Назва                  | Опис                                                                                             | Обробка                                                                                      | Розмір | Формат               | Задачі                 | Створення | Посилання       | Джерело                            |
| ---------------------- | ------------------------------------------------------------------------------------------------ | -------------------------------------------------------------------------------------------- | ------ | -------------------- | ---------------------- | --------- | --------------- | ---------------------------------- |
| Volcanoes of the World | Дані про виверження вулканів для всіх відомих вулканічних подій на Землі.                        | Наведено такі деталі, як регіон, субрегіон, тектонічні умови, домінуючий тип гірських порід. | 1535   | Текст                | Регресія, класифікація | 2013      | [ 368 ]         | E. Venzke et al.                   |
| Seismic-bumps Dataset  | Сейсмічна діяльність на вугільній шахті.                                                         | Сейсмічна активність була класифікована як небезпечна чи ні.                                 | 2584   | Текст                | Класифікація           | 2013      | [ 369 ] [ 370 ] | M. Sikora et al.                   |
| CAMELS-US              | Набір гідрологічних даних водозбору з гідрометеорологічними хронометражами та різними атрибутами | див. Посилання                                                                               | 671    | CSV, Text, Shapefile | Регресія               | 2017      | [ 371 ] [ 372 ] | N. Addor et al. / A. Newman et al. |
| CAMELS-Chile           | Набір гідрологічних даних водозбору з гідрометеорологічними хронометражами та різними атрибутами | див. Посилання                                                                               | 516    | CSV, Text, Shapefile | Регресія               | 2018      | [ 373 ]         | C. Alvarez-Garreton et al.         |
| CAMELS-Brazil          | Набір гідрологічних даних водозбору з гідрометеорологічними хронометражами та різними атрибутами | див. Посилання                                                                               | 897    | CSV, Text, Shapefile | Регресія               | 2020      | [ 374 ]         | V. Chagas et al.                   |
| CAMELS-GB              | Набір гідрологічних даних водозбору з гідрометеорологічними хронометражами та різними атрибутами | див. Посилання                                                                               | 671    | CSV, Text, Shapefile | Регресія               | 2020      | [ 375 ]         | G. Coxon et al.                    |
| CAMELS-Australia       | Набір гідрологічних даних водозбору з гідрометеорологічними хронометражами та різними атрибутами | див. Посилання                                                                               | 222    | CSV, Text, Shapefile | Регресія               | 2021      | [ 376 ]         | K. Fowler et al.                   |
| LamaH-CE               | Набір гідрологічних даних водозбору з гідрометеорологічними хронометражами та різними атрибутами | див. Посилання                                                                               | 859    | CSV, Text, Shapefile | Регресія               | 2021      | [ 377 ]         | C. Klingler et al.                 |

### Інші фізичні
| Назва                                 | Опис                                                                            | Обробка                                                         | Розмір | Формат | Задачі       | Створений | Посилання       | Джерело                    |
| ------------------------------------- | ------------------------------------------------------------------------------- | --------------------------------------------------------------- | ------ | ------ | ------------ | --------- | --------------- | -------------------------- |
| Concrete Compressive Strength Dataset | Набір даних про властивості бетону та міцність на стиск.                        | Для кожного зразка надано дев’ять ознак.                        | 1030   | Текст  | Регресія     | 2007      | [ 378 ] [ 379 ] | I. Yeh                     |
| Concrete Slump Test Dataset           | Осадка бетону наведена з точки зору властивостей.                               | Наведені характеристики бетону, такі як летюча зола, вода тощо. | 103    | Текст  | Регресія     | 2009      | [ 380 ] [ 381 ] | I. Yeh                     |
| Musk Dataset                          | Спрогнозуйте, чи буде молекула, враховуючи особливості, мускусом чи немускусом. | Для кожної молекули наведено 168 ознак.                         | 6598   | Текст  | Класифікація | 1994      | [ 382 ]         | Arris Pharmaceutical Corp. |
| Steel Plates Faults Dataset           | Сталеві пластини 7 різних типів.                                                | Для кожного зразка наведено 27 ознак.                           | 1941   | Текст  | Класифікація | 2010      | [ 383 ]         | Semeion Research Center    |

## Біологічні дані
Набори даних з біологічних систем.

### Соціальні
| Назва                                                    | Опис | Обробка | Розмір  | Формат            | Задачі                                | Створення | Посилання               | Джерело                                               |
| -------------------------------------------------------- | --- | --- | ------- | ----------------- | ------------------------------------- | --------- | ----------------------- | ----------------------------------------------------- |
| Synthetic Fundus Dataset                                 | Фотореалістичні зображення сітківки та сегментації судин. Публічний домен.                                                                                         | 2500 зображень з роздільністю 1500*1152 пікселів, корисних для сегментації та класифікації вен і артерій на одному фоні.               | 2500    | Зображення        | Класифікація, сегментація             | 2020      | [ 385 ]                 | C. Valenti et al.                                     |
| EEG Database                                             | Дослідження для вивчення корелятів ЕЕГ генетичної схильності до алкоголізму.                                                                                       | Вимірювання за допомогою 64 електродів, розміщених на шкірі голови, відбираються при частоті 256 Гц (епоха 3,9 мс) протягом 1 секунди. | 122     | Текст             | Класифікація                          | 1999      | [ 386 ]                 | H. Begleiter                                          |
| P300 Interface Dataset                                   | Дані від дев’яти суб’єктів, зібрані за допомогою інтерфейсу «мозок-комп’ютер» на основі P300 для суб’єктів з обмеженими можливостями.                              | Розділіть на чотири заняття для кожного предмета. Дано код MATLAB.                                                                     | 1,224   | Текст             | Класифікація                          | 2008      | [ 387 ] [ 388 ]         | U. Hoffman et al.                                     |
| Heart Disease Data Set                                   | Приписують пацієнтів із серцевими захворюваннями та без них. | 75 атрибутів, наданих для кожного пацієнта з деякими відсутніми значеннями.                                                            | 303     | Текст             | Класифікація                          | 1988      | [ 389 ] [ 390 ]         | A. Janosi et al.                                      |
| Breast Cancer Wisconsin (Diagnostic) Dataset             | Набір даних про особливості утворення грудей. Діагноз ставить лікар.                                                                                               | Наведено 10 ознак для кожного зразка.                                                                                                  | 569     | Текст             | Класифікація                          | 1995      | [ 391 ] [ 392 ]         | W. Wolberg et al.                                     |
| National Survey on Drug Use and Health                   | Широкомасштабне дослідження здоров'я та вживання наркотиків у Сполучених Штатах.                                                                                   | Немає | 55,268  | Текст             | Класифікація, регресія                | 2012      | [ 393 ]                 | United States Department of Health and Human Services |
| Lung Cancer Dataset                                      | Набір даних про рак легенів без визначення атрибутів | Для кожного випадку наведено 56 ознак                                                                                                  | 32      | Текст             | Класифікація                          | 1992      | [ 394 ] [ 395 ]         | Z. Hong et al.                                        |
| Arrhythmia Dataset                                       | Дані для групи пацієнтів, з яких у деяких спостерігається серцева аритмія.                                                                                         | 276 функцій для кожного екземпляра. | 452     | Текст             | Класифікація                          | 1998      | [ 396 ] [ 397 ]         | H. Altay et al.                                       |
| Diabetes 130-US hospitals for years 1999–2008 Dataset    | Дані про реадмісію за 9 років у 130 американських лікарнях для пацієнтів з цукровим діабетом.                                                                      | Наведено багато особливостей кожної реадмісії.                                                                                         | 100,000 | Текст             | Класифікація, кластеризація           | 2014      | [ 398 ] [ 399 ]         | J. Clore et al.                                       |
| Diabetic Retinopathy Debrecen Dataset                    | Характеристики, отримані із зображень очей з діабетичною ретинопатією та без неї.                                                                                  | Вилучено ознаки та діагностовано умови.                                                                                                | 1151    | Текст             | Класифікація                          | 2014      | [ 400 ] [ 401 ]         | B. Antal et al.                                       |
| Diabetic Retinopathy Messidor Dataset                    | Методи оцінки методів сегментації та індексації в області офтальмології сітківки (MESSIDOR)                                                                        | Характеризує ступінь ретинопатії та ризик розвитку макулярного набряку                                                                 | 1200    | Зображення, текст | Класифікація, сегментація             | 2008      | [ 402 ] [ 403 ]         | Messidor Project                                      |
| Liver Disorders Dataset                                  | Дані для людей із захворюваннями печінки. | Для кожного пацієнта наведено сім біологічних ознак.                                                                                   | 345     | Текст             | Класифікація                          | 1990      | [ 404 ] [ 405 ]         | Bupa Medical Research Ltd.                            |
| Thyroid Disease Dataset                                  | 10 баз даних пацієнтів із захворюваннями щитоподібної залози. | Немає | 7200    | Текст             | Класифікація                          | 1987      | [ 406 ] [ 407 ]         | R. Quinlan                                            |
| Mesothelioma Dataset                                     | Дані пацієнтів з мезотеліомою. | Наведено велику кількість особливостей, включаючи вплив азбесту.                                                                       | 324     | TextТекст         | Класифікація2016                      | 2016      | [ 408 ] [ 409 ]         | A. Tanrikulu et al.                                   |
| Parkinson's Vision-Based Pose Estimation Dataset         | 2D оцінки пози людини пацієнтів з хворобою Паркінсона, які виконують різноманітні завдання.                                                                        | Тремтіння камери вилучено з траєкторій.                                                                                                | 134     | Текст             | Класифікація, регресія                | 2017      | [ 410 ] [ 411 ] [ 412 ] | M. Li et al.                                          |
| KEGG Metabolic Reaction Network (Undirected) Dataset     | Мережа метаболічних шляхів. Дано мережу реакцій і мережу відношень.                                                                                                | Наведено детальні характеристики для кожного вузла мережі та шляху.                                                                    | 65,554  | Текст             | Класифікація, кластеризація, регресія | 2011      | [ 413 ]                 | M. Naeem et al.                                       |
| Modified Human Sperm Morphology Analysis Dataset (MHSMA) | Зображення сперми людини 235 пацієнтів з чоловічим фактором безпліддя, позначені для нормальної або аномальної сперматозоїди акросоми, головки, вакуолі та хвоста. | Обрізаний навколо однієї головки сперматозоїда. Нормалізоване збільшення. Створено розділи для навчання, перевірки та тестування.      | 1,540   | .npy files        | Класифікація                          | 2019      | [ 414 ] [ 415 ]         | S. Javadi and S.A. Mirroshandel                       |

### Тварини
| Назва                                  | Опис                                                                                     | Обробка                                                              | Розмір                      | Формат | Задачі                      | Створення | Посилання       | Джерело                                |
| -------------------------------------- | ---------------------------------------------------------------------------------------- | -------------------------------------------------------------------- | --------------------------- | ------ | --------------------------- | --------- | --------------- | -------------------------------------- |
| Abalone Dataset                        | Фізичні вимірювання вушка. Також вказано погодні умови та місце розташування             | Немає                                                                | 4177                        | Текст  | Регресія                    | 1995      | [ 416 ]         | Marine Research Laboratories – Taroona |
| Zoo Dataset                            | Штучний набір даних, що охоплює 7 класів тварин.                                         | Тварини поділяються на 7 категорій, для кожної наведені особливості. | 101                         | Текст  | Класифікація                | 1990      | [ 417 ]         | R. Forsyth                             |
| Demospongiae Dataset                   | Дані про морських губках.                                                                | 503 губки класу Demosponge описуються різними ознаками.              | 503                         | Текст  | Класифікація                | 2010      | [ 418 ]         | E. Armengol et al.                     |
| Farm animals data                      | Інвентаризація даних PLF (корови, свині; розташування, прискорення тощо).                | Марковані набори даних.                                              | Список постійно оновлюється | Текст  | Класифікація                | 2020      | [ 419 ]         | V. Bloch                               |
| Splice-junction Gene Sequences Dataset | Послідовності генів з’єднання приматів (ДНК) з асоційованою недосконалою теорією домену. | Немає                                                                | 3190                        | Текст  | Класифікація                | 1992      | [ 395 ]         | G. Towell et al.                       |
| Mice Protein Expression Dataset        | Рівні експресії 77 білків виміряли в корі головного мозку мишей.                         | Немає                                                                | 1080                        | Текст  | Класифікація, кластеризація | 2015      | [ 420 ] [ 421 ] | C. Higuera et al.                      |

### Гибкий
| Назва                      | Опис                          | Обробка                                                                                        | Розмір | Формат | Задачі       | Створення | Посилання       | Джерело          |
| -------------------------- | ----------------------------- | ---------------------------------------------------------------------------------------------- | ------ | ------ | ------------ | --------- | --------------- | ---------------- |
| UCI Mushroom Dataset       | Ознаки та класифікація грибів | Наведено багато властивостей кожного гриба.                                                    | 8124   | Текст  | Класифікація | 1987      | [ 422 ]         | J. Schlimmer     |
| Secondary Mushroom Dataset | Ознаки та класифікація грибів | Змодельовані дані з більших і реалістичніших первинних записів грибів. Повністю відтворюваний. | 61069  | Текст  | Класифікація | 2020      | [ 423 ] [ 424 ] | D. Wagner et al. |

### Рослини
| Назва                                   | Опис                                                                                     | Обробка                                                                                      | Розмір  | Формат            | Задачі                      | Створення | Посилання       | Джерело                     |
| --------------------------------------- | ---------------------------------------------------------------------------------------- | -------------------------------------------------------------------------------------------- | ------- | ----------------- | --------------------------- | --------- | --------------- | --------------------------- |
| Forest Fires Dataset                    | Лісові пожежі та їх властивості.                                                         | Вилучено 13 ознак кожної пожежі.                                                             | 517     | Текст             | Регресія                    | 2008      | [ 425 ] [ 426 ] | P. Cortez et al.            |
| Іриси Фішера                            | Три типи ірисів описуються 4 різними ознаками.                                           | Немає                                                                                        | 150     | Текст             | Класифікація                | 1936      | [ 427 ] [ 428 ] | R. Fisher                   |
| Plant Species Leaves Dataset            | Шістнадцять зразків листя кожного із ста видів рослин.                                   | Дано дескриптор форми, дрібномасштабне поле та гістограми текстури.                          | 1600    | Текст             | Класифікація                | 2012      | [ 429 ] [ 430 ] | J. Cope et al.              |
| Soybean Dataset                         | База даних хворих рослин сої.                                                            | Наведено 35 ознак для кожної рослини. Рослини поділяються на 19 категорій.                   | 307     | Текст             | Класифікація                | 1988      | [ 431 ]         | R. Michalski et al.         |
| Seeds Dataset                           | Вимірювання геометричних властивостей ядер трьох різних сортів пшениці.                  | Немає                                                                                        | 210     | Текст             | Класифікація, кластеризація | 2012      | [ 432 ] [ 433 ] | Charytanowicz et al.        |
| Covertype Dataset                       | мДані для прогнозування типу лісистості суворо на основі картографічних змінних.         | Наведено багато географічних об’єктів.                                                       | 581,012 | Текст             | Класифікація                | 1998      | [ 434 ] [ 435 ] | J. Blackard et al.          |
| Abscisic Acid Signaling Network Dataset | Дані для мережі сигналізації заводу. Мета – визначити набір правил, які керують мережею. | Немає                                                                                        | 300     | Текст             | Причинно-відкриття          | 2008      | [ 436 ]         | J. Jenkens et al.           |
| Folio Dataset                           | 20 фотографій листя для кожного з 32 видів.                                              | Немає                                                                                        | 637     | Зображення, текст | Класифікація, виявлення     | 2015      | [ 437 ] [ 438 ] | T. Munisami et al.          |
| Oxford Flower Dataset                   | Набір даних квітів 17 категорії.                                                         | Розділи поїздів/тестів, позначені зображення,                                                | 1360    | Зображення, текст | Класифікація                | 2006      | [ 146 ] [ 439 ] | M-E Nilsback et al.         |
| Plant Seedlings Dataset                 | Набір даних 12 категорії саджанців рослин.                                               | Марковані зображення, сегментовані зображення,Марковані зображення, сегментовані зображення, | 5544    | Зображення        | Класифікація, виявлення     | 2017      | [ 440 ]         | Giselsson et al.            |
| Fruits 360 dataset                      | База даних із зображеннями 120 фруктів і овочів.                                         | 100x100 пікселів, білий фон.                                                                 | 82213   | Зображення(jpg)   | Класифікація                | 2017–2019 | [ 441 ] [ 442 ] | Mihai Oltean, Horea Muresan |

### Мікроб
| Назва             | Опис                                                       | Обробка                                              | Розмір | Формат | Задачі       | Створення | Посилання       | Джерело         |
| ----------------- | ---------------------------------------------------------- | ---------------------------------------------------- | ------ | ------ | ------------ | --------- | --------------- | --------------- |
| Ecoli Dataset     | Місця локалізації білків.                                  | Наведено різні особливості місць локалізації білків. | 336    | Текст  | Класифікація | 1996      | [ 443 ] [ 444 ] | K. Nakai et al. |
| MicroMass Dataset | Ідентифікація мікроорганізмів за даними мас-спектрометрії. | Різні функції мас-спектрометра.                      | 931    | Текст  | Класифікація | 2013      | [ 445 ] [ 446 ] | P. Mahe et al.  |
| Yeast Dataset     | Прогнозування клітинної локалізації білків.                | Вісім функцій наведено для кожного випадку.          | 1484   | Текст  | Класифікація | 1996      | [ 447 ] [ 448 ] | K. Nakai et al. |

### Відкриття наркотиків
| Назва         | Опис                                            | Обробка                              | Розмір | Формат | Задачі       | Створення | Посилання | Джерело        |
| ------------- | ----------------------------------------------- | ------------------------------------ | ------ | ------ | ------------ | --------- | --------- | -------------- |
| Tox21 Dataset | Прогнозування результатів біологічних аналізів. | Наведено хімічні дескриптори молекул | 12707  | Текст  | Класифікація | 2016      | [ 449 ]   | A. Mayr et al. |

## Дані про аномалії
| Назва                                                                                           | Опис | Обробка | Розмір           | Формат                     | Задачі             | Створення                                                          | Посилання       | Джерело                                    |
| ----------------------------------------------------------------------------------------------- | --- | --- | ---------------- | -------------------------- | ------------------ | ------------------------------------------------------------------ | --------------- | ------------------------------------------ |
| Numenta Anomaly Benchmark (NAB)                                                                 | Дані впорядковані, з мітками часу, однозначні метрики. Усі файли даних містять аномалії, якщо не зазначено інше.                                                               | Немає | 50+ files        | Значення, розділені комами | Виявлення аномалій | 2016 (постійно оновлюється)                                        | [ 450 ]         | Numenta                                    |
| Skoltech Anomaly Benchmark (SKAB)                                                               | Кожен файл представляє один експеримент і містить одну аномалію. Набір даних являє собою багатоваріантний часовий ряд, зібраний із датчиків, встановлених на тестовому стенді. | Є дві розмітки для проблем виявлення викидів (точкові аномалії) та виявлення точок змін (колективні аномалії). | 30+ files (v0.9) | Значення, розділені комами | Виявлення аномалій | 2020 (постійно оновлюється)                                        | [ 451 ] [ 452 ] | Iurii D. Katser and Vyacheslav O. Kozitsin |
| On the Evaluation of Unsupervised Outlier Detection: Measures, Datasets, and an Empirical Study | Більшість файлів даних адаптовано з даних репозитарію машинного навчання UCI, деякі зібрані з літератури.                                                                      | обробляються відсутні значення, лише числові атрибути, різні відсотки аномалій, мітки                          | 1000+ files      | ARFF                       | Виявлення аномалій | 2016 (можливо, оновлено новими наборами даних та/або результатами) | [ 453 ]         | Campos et al.                              |

## Відповіді на питання
Цей розділ містить набори даних, які мають справу зі структурованими даними.
| Назва                                                                   | Опис | Обробка | Розмір  | Формат             | Задачі                                               | Створення | Посилання       | Джерело                         |
| ----------------------------------------------------------------------- | --- | --- | ------- | ------------------ | ---------------------------------------------------- | --------- | --------------- | ------------------------------- |
| DBpedia Neural Question Answering (DBNQA) Dataset                       | Велика колекція Question to SPARQL, спеціально розроблена для відповіді на нейронні запитання відкритого домену через базу знань DBpedia. | Цей набір даних містить велику колекцію відкритих шаблонів Neural SPARQL та екземплярів для навчання машин Neural SPARQL; він був попередньо оброблений напівавтоматичними інструментами анотації, а також трьома експертами SPARQL. | 894,499 | Пари питання-запит | Відповідь на запитання                               | 2018      | [ 454 ] [ 455 ] | Hartmann, Soru, and Marx et al. |
| Vietnamese Question Answering Dataset (UIT-ViQuAD)                      | Велика колекція в'єтнамських питань для оцінки моделей MRC.                                                                               | Цей набір даних містить понад 23 000 створених людьми пар питань і відповідей на основі 5 109 уривків із 174 в’єтнамських статей з Вікіпедії.                                                                                        | 23,074  | Пари питання-запит | Відповідь на запитання                               | 2020      | [ 456 ]         | Nguyen et al.                   |
| Vietnamese Multiple-Choice Machine Reading Comprehension Corpus(ViMMRC) | Колекція в’єтнамських питань з кількома відповідями для оцінки моделей MRC.                                                               | Цей корпус включає 2783 в’єтнамські запитання з кількома відповідями. | 2,783   | Пари питання-запит | Відповідь на запитання/Машинне розуміння прочитаного | 2020      | [ 457 ]         | Nguyen et al.                   |

## Багатоваріантні дані
Набори даних, що складаються з рядків спостережень і стовпців атрибутів, що характеризують ці спостереження. Зазвичай використовується для регресійного аналізу або класифікації, але можуть використовуватися й інші типи алгоритмів. Цей розділ містить набори даних, які не вписуються в вищезазначені категорії.

### Фінанси
| Назва                                | Опис                                                                      | Обробка                                                                                                  | Розмір | Формат                     | Задачі                              | Створення | Посилання       | Джерело           |
| ------------------------------------ | ------------------------------------------------------------------------- | --- | ------ | -------------------------- | ----------------------------------- | --------- | --------------- | ----------------- |
| Dow Jones Index                      | Щотижневі дані запасів за І-ІІ квартали 2011 року.                        | Розраховані значення включали такі, як відсоткова зміна та лаги.                                         | 750    | Значення, розділені комами | Класифікація, регресія, часові ряди | 2014      | [ 458 ] [ 459 ] | M. Brown et al.   |
| Statlog (Australian Credit Approval) | Заявки на кредитні картки прийняті або відхилені та атрибути програми.    | Назви атрибутів видаляються, а також ідентифікаційна інформація. Фактори були перемарковані.             | 690    | Значення, розділені комами | Класифікація                        | 1987      | [ 460 ] [ 461 ] | R. Quinlan        |
| eBay auction data                    | Дані аукціону з різних об’єктів eBay.com на аукціонах різної тривалості   | Містить усі ставки, ідентифікатор ставки, час ставок та ціни відкриття.                                  | ~ 550  | Текст                      | Регресія, класифікація              | 2012      | [ 462 ] [ 463 ] | G. Shmueli et al. |
| Statlog (German Credit Data)         | Бінарна класифікація кредиту на «хороша» або «погана» з багатьма ознаками | Наведено різні фінансові особливості кожної людини.                                                      | 690    | Текст                      | Класифікація                        | 1994      | [ 464 ]         | H. Hofmann        |
| Bank Marketing Dataset               | Дані великої маркетингової кампанії, проведеної великим банком.           | Наведено багато атрибутів клієнтів, до яких звертаються. Якщо клієнт підписався на банк також надається. | 45,211 | Текст                      | Класифікація                        | 2012      | [ 465 ] [ 466 ] | S. Moro et al.    |
| Istanbul Stock Exchange Dataset      | Декілька фондових індексів відстежувалися майже два роки.                 | Немає | 536    | Текст                      | Класифікація, регресія              | 2013      | [ 464 ] [ 467 ] | O. Akbilgic       |
| Default of Credit Card Clients       | Дані про дефолт для тайванських кредиторів.                               | Для кожного облікового запису надаються різні функції.                                                   | 30,000 | Текст                      | Класифікація                        | 2016      | [ 468 ] [ 469 ] | I. Yeh            |

### Погода
| Назва                                                                | Опис | Обробка                                                               | Розмір   | Формат | Задачі                      | Створенная | Посилання       | Джерело                                 |
| -------------------------------------------------------------------- | --- | --------------------------------------------------------------------- | -------- | ------ | --------------------------- | ---------- | --------------- | --------------------------------------- |
| Cloud DataSet                                                        | Дані про 1024 різних хмарах. | Вилучено характеристики зображення.                                   | 1024     | Текст  | Класифікація, кластеризація | 1989       | [ 470 ]         | P. Collard                              |
| El Nino Dataset                                                      | Океанографічні та приземні метеорологічні показання, отримані з серії буїв, розташованих по всій екваторіальній частині Тихого океану. | На кожному буї вимірюється 12 погодних атрибутів.                     | 178080   | Текст  | Регресія                    | 1999       | [ 471 ]         | Pacific Marine Environmental Laboratory |
| Greenhouse Gas Observing Network Dataset                             | Часовий ряд концентрацій парникових газів у 2921 осередку сітки в Каліфорнії створений за допомогою моделювання погоди.                | Немає                                                                 | 2921     | Текст  | Регресія                    | 2015       | [ 472 ]         | D. Lucas                                |
| Atmospheric CO2 from Continuous Air Samples at Mauna Loa Observatory | Безперервні проби повітря на Гаваях, США. 44 роки рекордів.                                                                            | Немає                                                                 | 44 years | Текст  | Регресія                    | 2001       | [ 473 ]         | Mauna Loa Observatory                   |
| Ionosphere Dataset                                                   | Радарні дані з іоносфери. Завдання — розділити на хороші та погані результати радіолокації.                                            | Немає                                                                 | 351      | Текст  | Класифікація                | 1989       | [ 407 ] [ 474 ] | Johns Hopkins University                |
| Ozone Level Detection Dataset                                        | Два набори даних про рівень озону на землі.                                                                                            | Надано багато функцій, включаючи погодні умови на момент вимірювання. | 2536     | Текст  | Класифікація                | 2008       | [ 464 ] [ 475 ] | K. Zhang et al.                         |

### Перепис населення
| Назва                 | Опис                                                                             | Обробка                                               | Розмір    | Формат                     | Задачі                 | Створенная | Посилання       | Джерело                     |
| --------------------- | -------------------------------------------------------------------------------- | ----------------------------------------------------- | --------- | -------------------------- | ---------------------- | ---------- | --------------- | --------------------------- |
| Adult Dataset         | Дані перепису 1994 року, що містять демографічні ознаки дорослих та їхні доходи. | Очищено та анонімно.                                  | 48,842    | Значення, розділені комами | Класифікація           | 1996       | [ 476 ]         | United States Census Bureau |
| Census-Income (KDD)   | Зважені дані перепису з поточних опитувань населення 1994 та 1995 років.         | Розділіть на навчальні та тестові набори.             | 299,285   | Значення, розділені комами | Класифікація           | 2000       | [ 477 ] [ 478 ] | United States Census Bureau |
| IPUMS Census Database | Дані перепису з районів Лос-Анджелеса та Лонг-Біч.                               | Немає                                                 | 256,932   | Текст                      | Класифікація, регресія | 1999       | [ 479 ]         | IPUMS                       |
| US Census Data 1990   | Часткові дані перепису населення США 1990 року.                                  | Результати рандомізовані та вибрані корисні атрибути. | 2,458,285 | Текст                      | Класифікація, регресія | 1990       | [ 480 ]         | United States Census Bureau |

### Транзит
| Назва                             | Опис | Обробка                                                                    | Розмір                                                            | Формат                     | Задачі                                               | Створення                          | Посилання       | Джерело                                     |
| --------------------------------- | --- | -------------------------------------------------------------------------- | ----------------------------------------------------------------- | -------------------------- | ---------------------------------------------------- | ---------------------------------- | --------------- | ------------------------------------------- |
| Bike Sharing Dataset              | Погодинний і добовий підрахунок прокату велосипедів у великому місті.                                                         | Надано багато функцій, включаючи погоду, тривалість подорожі тощо.         | 17,389                                                            | Текст                      | Регресія                                             | 2013                               | [ 481 ] [ 482 ] | H. Fanaee-T                                 |
| New York City Taxi Trip Data      | Дані про подорожі жовтих і зелених таксі в Нью-Йорку.                                                                         | Вказує місця посадки та висадки, тарифи та інші деталі поїздок.            | 6 years                                                           | Текст                      | Класифікація, кластеризація                          | 2015                               | [ 483 ]         | New York City Taxi and Limousine Commission |
| Taxi Service Trajectory ECML PKDD | Траєкторії всіх таксі у великому місті.                                                                                       | Надано багато функцій, включаючи точки початку та зупинки.                 | 1,710,671                                                         | Текст                      | Кластеризація, причинно-наслідкове відкриття         | 2015                               | [ 484 ] [ 485 ] | M. Ferreira et al.                          |
| METR-LA                           | Швидкість від петлеві детекторів на шосе округу Лос-Анджелес..                                                                | Середня швидкість за 5 хвилин.                                             | 7 094 304 з 207 датчиків і 34 272 кроків                          | Значення, розділені комами | Регресія, прогнозування                              | 2014                               | [ 486 ]         | Jagadish et al.                             |
| PeMS                              | Швидкість, потік, зайнятість та інші показники від петлевих детекторів та інших датчиків на автостраді штату Каліфорнія, США. | Показник зазвичай зводиться до середнього з 5-хвилинними часовими кроками. | 39 000 індивідуальних детекторів, кожен із яких містить ряди часу | Значення, розділені комами | Регресія, прогнозування, прогнозування, інтерполяція | (оновлено в режимі реального часу) | [ 487 ]         | California Department of Transportation     |

### Інтернет
| Назва                           | Опис                                                                                        | Обробка                                                                    | Розмір    | Формат | Задачі                      | Створення | Посилання       | Джерело              |
| ------------------------------- | ------------------------------------------------------------------------------------------- | -------------------------------------------------------------------------- | --------- | ------ | --------------------------- | --------- | --------------- | -------------------- |
| Webpages from Common Crawl 2012 | Велика колекція веб-сторінок і спосіб їх з’єднання за допомогою гіперпосилань               | Немає                                                                      | 3.5B      | Текст  | кластеризація, класифікація | 2013      | [ 488 ]         | V. Granville         |
| Internet Advertisements Dataset | Набір даних для прогнозування того, чи є дане зображення рекламою чи ні.                    | Функції кодують геометрію оголошень і фраз, що зустрічаються в URL-адресі. | 3279      | Текст  | Класифікація                | 1998      | [ 464 ] [ 489 ] | N. Kushmerick        |
| Internet Usage Dataset          | Загальна демографічна характеристика користувачів Інтернету.                                | Немає                                                                      | 10,104    | Текст  | Класифікація, кластеризація | 1999      | [ 490 ]         | D. Cook              |
| URL Dataset                     | 120 днів URL-адрес великої конференції.                                                     | Наведено багато функцій кожної URL-адреси.                                 | 2,396,130 | Текст  | Класифікація                | 2009      | [ 491 ] [ 492 ] | J. Ma                |
| Phishing Websites Dataset       | Набір даних фішингових веб-сайтів.                                                          | МНаведено багато функцій кожного сайту.                                    | 2456      | Текст  | Класифікація                | 2015      | [ 493 ]         | R. Mustafa et al.    |
| Online Retail Dataset           | Онлайн-транзакції для британського інтернет-магазину.                                       | Дані деталі кожної транзакції.                                             | 541,909   | Текст  | Класифікація, кластеризація | 2015      | [ 494 ]         | D. Chen              |
| Freebase Simple Topic Dump      | Freebase — це онлайн-інструмент структурування всіх людських знань.                         | Теми з Freebase були вилучені.                                             | багато    | Текст  | Класифікація, кластеризація | 2011      | [ 464 ] [ 495 ] | Freebase             |
| Farm Ads Dataset                | Текст реклами ферми з сайтів. Надається бінарне схвалення або відхилення власниками вмісту. | Розраховані SVMlight розріджені вектори текстових слів в оголошеннях.      | 4143      | Текст  | Класифікація                | 2011      | [ 496 ] [ 497 ] | C. Masterharm et al. |

### Ігри
| Назва                                   | Опис | Обробка                                                                                     | Розмір    | Формат | Задачі                 | Створення | Посилання       | Джерело        |
| --------------------------------------- | --- | ------------------------------------------------------------------------------------------- | --------- | ------ | ---------------------- | --------- | --------------- | -------------- |
| Poker Hand Dataset                      | 5 карткових рук із стандартної колоди з 52 карт.                                                                                  | Надаються атрибути кожної руки, включаючи покерні руки, утворені картами, які вона містить. | 1,025,010 | Текст  | Регресія, класифікація | 2007      | [ 498 ]         | R. Cattral     |
| Connect-4 Dataset                       | Містить усі дозволені 8-шарові позиції в грі Connect-4, в якій жоден із гравців ще не виграв і в якій наступний хід не вимушений. | Немає                                                                                       | 67,557    | Текст  | Класифікація           | 1995      | [ 499 ]         | J. Tromp       |
| Chess (King-Rook vs. King) Dataset      | База даних фіналу для білого короля та лади проти чорного короля.                                                                 | Немає                                                                                       | 28,056    | Текст  | Класифікація           | 1994      | [ 500 ] [ 501 ] | M. Bain et al. |
| Chess (King-Rook vs. King-Pawn) Dataset | King+Rook versus King+Pawn on a7.                                                                                                 | Немає                                                                                       | 3196      | Текст  | Класифікація           | 1989      | [ 501 ]         | R. Holte       |
| Tic-Tac-Toe Endgame Dataset             | Бінарна класифікація умов виграшу в хрестики-нулики.                                                                              | Немає                                                                                       | 958       | Текст  | Класифікація           | 1991      | [ 502 ]         | D. Aha         |

### Інші багатоваріантості
| Назва                                         | Опис | Обробка                                                                  | Розмір                               | Формат | Задачі                                | Створення | Посилання       | Джерело                           |
| --------------------------------------------- | --- | ------------------------------------------------------------------------ | ------------------------------------ | ------ | ------------------------------------- | --------- | --------------- | --------------------------------- |
| Housing Data Set                              | Середні значення будинку в Бостоні з пов’язаними атрибутами будинку та району.                                                          | Немає                                                                    | 506                                  | Текст  | Регресія                              | 1993      | [ 503 ]         | D. Harrison et al.                |
| The Getty Vocabularies                        | структурована термінологія художньої та іншої матеріальної культури, архівні матеріали, візуальні сурогати та бібліографічні матеріали. | Немає                                                                    | багато                               | Текст  | Класифікація                          | 2015      | [ 504 ]         | Getty Center                      |
| Yahoo! Front Page Today Module User Click Log | Журнал кліків користувача для статей новин, які відображаються на вкладці "Вибрані" модуля Today на Yahoo! Титульна сторінка.           | Сумісний аналіз з білінійною моделлю.                                    | 45 811 883 відвідування користувачів | Текст  | Регресія, кластеризація               | 2009      | [ 505 ] [ 506 ] | Chu et al.                        |
| British Oceanographic Data Centre             | Біологічні, хімічні, фізичні та геофізичні дані для океанів. Відстежено 22 тис. змінних.                                                | Різні.                                                                   | 22 тис. змінних, багато екземплярів  | Текст  | Регресія, кластеризація               | 2015      | [ 507 ]         | British Oceanographic Data Centre |
| Congressional Voting Records Dataset          | Дані голосування всіх представників США з 16 питань.                                                                                    | Детально записуються про використання програм кожним користувачем.       | 435                                  | Текст  | Класифікація                          | 1987      | [ 508 ]         | J. Schlimmer                      |
| Entree Chicago Recommendation Dataset         | Запис взаємодії користувачів із системою рекомендацій Entree Chicago.                                                                   | Детально записуються дані про використання програми кожним користувачем. | 50,672                               | Текст  | Регресія, рекомендація                | 2000      | [ 509 ]         | R. Burke                          |
| Insurance Company Benchmark (COIL 2000)       | Інформація про клієнтів страхової компанії.                                                                                             | Багато функцій кожного клієнта та послуг, якими вони користуються.       | 9,000                                | Текст  | Регресія, класифікація                | 2000      | [ 510 ] [ 511 ] | P. van der Putten                 |
| Nursery Dataset                               | Дані від абітурієнтів до дитячих садків.                                                                                                | Включаються дані про сім'ю заявника та різні інші фактори.               | 12,960                               | Текст  | Класифікація                          | 1997      | [ 512 ] [ 513 ] | V. Rajkovic et al.                |
| University Dataset                            | Дані, що описують атрибути великої кількості університетів.                                                                             | Немає                                                                    | 285                                  | Текст  | Класифікація, кластеризація           | 1988      | [ 514 ]         | S. Sounders et al.                |
| Blood Transfusion Service Center Dataset      | Дані центру переливання крові. Надає дані про швидкість повернення донорів, частоту тощо.                                               | Немає                                                                    | 748                                  | Текст  | Класифікація                          | 2008      | [ 515 ] [ 516 ] | I. Yeh                            |
| Record Linkage Comparison Patterns Dataset    | Великий набір записів. Завдання — зв’язати між собою відповідні записи.                                                                 | Процедура блокування застосовується для вибору лише певних пар записів.  | 5,749,132                            | Текст  | Класифікація                          | 2011      | [ 517 ] [ 518 ] | University of Mainz               |
| Nomao Dataset                                 | Nomao збирає дані про місця з багатьох різних джерел. Завдання — виявити предмети, які описують одне й те саме місце.                   | Позначені копії.                                                         | 34,465                               | Текст  | Класифікація                          | 2012      | [ 519 ] [ 520 ] | Nomao Labs                        |
| Movie Dataset                                 | Дані для 10 000 фільмів. | Для кожного фільму надано кілька функцій.                                | 10,000                               | Текст  | Класифікація, кластеризація           | 1999      | [ 521 ]         | G. Wiederhold                     |
| Open University Learning Analytics Dataset    | Інформація про студентів та їх взаємодію з віртуальним навчальним середовищем.                                                          | Жодного                                                                  | ~ 30,000                             | Текст  | Класифікація, кластеризація, регресія | 2015      | [ 522 ] [ 523 ] | J. Kuzilek et al.                 |
| Mobile phone records                          | Телекомунікаційна діяльність та взаємодії                                                                                               | Агрегація за клітинками географічної сітки та кожні 15 хвилин.           | великий                              | Текст  | Класифікація, кластеризація, регресія | 2015      | [ 524 ]         | G. Barlacchi et al.               |

## Кураторські сховища наборів даних
Оскільки набори даних бувають у безлічі форматів і іноді можуть бути важкими у використанні, була проведена значна робота в організації та стандартизації формату наборів даних, щоб полегшити їх використання для дослідження машинного навчання.
- OpenML:[525] веб-платформа з Python, R, Java та іншими API для завантаження сотень наборів даних машинного навчання, оцінки алгоритмів у наборах даних і порівняння продуктивності алгоритму з десятками інших алгоритмів.
- PMLB:[526] велике сховище контрольних наборів даних для оцінки контрольованих алгоритмів машинного навчання. Забезпечує набори даних класифікації та регресії в стандартизованому форматі, які доступні через API Python.
- Metatext NLP: веб-сховище https://metatext.io/datasets, яке обслуговується спільнотою, містить майже 1000 контрольних наборів даних і збільшується. Надає багато завдань від класифікації до QA, а також різні мови від англійської, португальської до арабської.
- Appen[en]: Off the Shelf and Open Source Datasets, розміщені та підтримувані компанією. Ці біологічні, графічні, фізичні, відповіді на запитання, сигнальні, звукові, текстові та відеоресурси налічують понад 250 і їх можна застосувати до більш ніж 25 різних випадків використання[527].[527]

## Дивись також
- Порівняння програмного забезпечення глибокого навчання
- Список інструментів ручного анотування зображень[en]
- Список біологічних баз даних[en]